# Liste der Baudenkmäler in der Isarvorstadt
Auf dieser Seite sind die Baudenkmäler im Münchner Stadtteil Isarvorstadt im Stadtbezirk 2 Ludwigsvorstadt-Isarvorstadt aufgelistet. Zu diesen Baudenkmälern gibt es auch eine Bildersammlung und ein Fotoalbum mit ausgewählten Bildern.
Diese Liste ist Teil der Liste der Baudenkmäler in München. Grundlage ist die Bayerische Denkmalliste, die auf Basis des bayerischen Denkmalschutzgesetzes vom 1. Oktober 1973 erstmals erstellt wurde und seither durch das Bayerische Landesamt für Denkmalpflege geführt und aktualisiert wird. Die folgenden Angaben ersetzen nicht die rechtsverbindliche Auskunft der Denkmalschutzbehörde.

## Ensembles
- Dreimühlenviertel. Das Dreimühlenviertel bildet mit seiner stadtplanerischen Anlage und seiner in kurzer Zeit entstandenen und geschlossen erhaltenen Bebauung ein Ensemble. Das Viertel zählt zu den planmäßigen Stadterweiterungen Münchens in der zweiten Hälfte des 19. Jahrhunderts. Es entstand ab 1898 auf der Grundlage des Baulinienplans von Theodor Fischer in der letzten von vier Ausbauphasen, als man die bis dahin extensiv genutzten Restflächen überbaute. Der Name rekurriert auf den ehemaligen Dreimühlenbach, ein Seitenarm der Isar, der in Thalkirchen ausgeleitet wurde und auf knapp 2,5 km parallel zum Großen Stadtbach verlief. An der Ecke Isartalstraße mündete er in den Westermühlbach. Die Bezeichnung ist 1712 erstmals schriftlich dokumentiert und bezieht sich auf drei historische Mühlen, die der Bach einst versorgte, darunter die ehemalige Obere Kaiblmühle, die sich an der Ecke Dreimühlen- und Ehrengutstraße befand. Der Mühlbetrieb wurde 1886 eingestellt, die Mühle wenig später abgetragen. Der Dreimühlenbach war Teil des einst weit verzweigten Münchner Stadtbachnetzes. Die Wasserläufe dienten zum Mühlbetrieb oder zur Flößerei und bestimmten das Erscheinungsbild der Stadt über Jahrhunderte. Im Zuge der Stadterweiterung und der urbanen Verdichtung im Laufe des 19. Jahrhunderts wurden die Bäche bis auf wenige Ausnahmen überbaut und aufgelassen, so auch der Dreimühlenbach im Jahr 1921. Der Westmühlbach dagegen, der die gesamten inneren Münchner Stadtbäche des einst weit verzweigten Münchner Bachnetzes direkt aus der Isar speiste, fließt bis heute offen und vermittelt einen Eindruck der historischen Situation, zumal das rechte Ufer längs der unteren Isartalstraße unbebaut blieb. Als Fischer 1898 den Baulinienplan für das Quartier zwischen Kapuzinerstraße, Thalkirchner Straße und Isar vorlegte, kennzeichnete die Fläche eine zerstreute Bebauung. Dazu zählte das Mühlanwesen, der ehemalige Kupferhammer an der Ecke Isartal-Dreimühlenstraße und der ab 1846 neu errichtete Klosterkomplex der Kapuziner, der die Schmerzhafte Kapelle, ein barocker Zentralbau von Wolfgang Zwerger aus dem Jahr 1702, integriert. Die Baulinien formen unregelmäßige, große Blöcke, orientiert am vorhandenen Baubestand und der überkommenen Wegeführung. Im Fall des Dreimühlenviertels war der Verlauf der Stadtbäche die Ausformung maßgeblich bestimmend, wobei sich unter anderem im leicht gekrümmten Verlauf der Dreimühlenstraße der Unterlauf des Baches bis zur Mündungsstelle in nordöstliche Richtung widerspiegelt. Ferner wurde der bereits einseitig besetzte nördliche Abschnitt der Ehrengutstraße übernommen. Fischer folgte damit den Vorstellungen des sogenannten „malerischen Städtebaus“ und wendete sich von der vormals streng-geometrischen Alignement-Planung ab. Man berücksichtigte auf diese Weise die historischen Flur- und Feldstrukturen auch zugunsten der zeitgenössischen Besitzverhältnisse und bewahrte zugleich das gewachsene Erscheinungsbild. Fischers Vorschlag wurde mit geringfügigen Abweichungen realisiert und das Dreimühlenviertel hat die Struktur ebenso wie einen Großteil der zeitgenössischen Bebauung erhalten. Die zeitgenössischen Mietshäuser im Stil der späten Gründerzeit, vornehmlich fünfgeschossige Traufseitbauten mit historischem Stuckdekor, flachen Erkern und hoch aufragenden Zwerchhäusern, entstanden ab 1899 bis circa 1910 und säumen die breiten Straßenzüge geschlossen. Entsprechend überkam auch die historische Parzellierung mit schmalen, tiefen Hinterhöfen nebst einigen freistehenden Nebengebäuden und rückseitig angeschlossenen Seitentrakten. Im selben Zuge siedelten sich etliche kleinindustrielle Betriebe vornehmlich aus dem Textil und Holz verarbeitenden Gewerbe an; sie nutzen die Wasserkraft der unter den Häusern nach wie vor vorhandenen Bäche. Demgemäß war das Dreimühlenviertel ursprünglich ein Arbeiterquartier. Neben der Firma Roeckl zählten dazu der Optikhersteller Rodenstock an der Isartalstraße und die benachbarte Großzimmerei Ehrengut, die das rechte Ufer des Westmühlbaches Ecke Kapuzinerstraße als Stapelplatz nutzte. Der Bereich ist bis heute unbebaut und wird heute als kleiner Park genutzt. An die in den 1970er Jahren abgerissene Handschuhfabrik Roeckl, die 1899 nach Plänen von Emanuel von Seidl errichtet wurde, erinnert ein knapp 125 m langer Abschnitt der ehemaligen neobarocken Hofmauer längs von Isartal- und Ehrengutstraße, die den dreiecksförmigen Roecklplatz im Südosten begrenzt. In der Mitte des Platzes steht ein Jugendstil-Schalenbrunnen von Friedrich Delcroix, der 1908 von Heinrich Roeckl gestiftet wurde. Die Westseite kennzeichnet die konvex geschwungene Fassade des Anwesens Roecklplatz 3 mit barockisierender Putzfassade, das 1899–1900 nach Plänen von Georg Müller errichtet wurde. Die akzentuierte Gestaltung hatte Fischer vorweggenommen. Gleiches gilt für die platzartige Ausgestaltung der Kreuzung Reifenstuel-, Ehrengut und Thalkirchner Straße durch die zurückversetzte Lage des Eckbaus Thalkirchner Straße 69. Die Seelsorge oblag dem alt eingesessenen Kapuzinerkonvent, der frühzeitig auf die Bevölkerungszunahme im Münchner Süden reagierte und bereits 1893–95 die neue, große Pfarrkirche St. Anton westlich des Klostergevierts errichtet hatte. Die Pläne für die neoromanische Basilika stammten von Ludwig Marckert. Das südlich benachbarte Kreszentiastift wurde 1914/15 durch die „Kreszenz Schmitter'sche Pflege- und Versorgungsanstalt für weibliche Personen“ nach Plänen von Hans Steiner im Reformstil errichtet. Das Dreimühlenviertel kennzeichnet ein bemerkenswert dichter Baubestand aus der Zeit der späten 19. und frühen 20. Jahrhunderts. Das Viertel spiegelt die Planung Fischers auf Grundlage des „malerischen Städtebaus“ im erhaltenen Baubestand und damit einhergehend in der städtebaulichen Anlage anschaulich wider. (E-1-62-000-87)
- Gärtnerplatzviertel. Das Gärtnerplatzviertel als bedeutendste Stadterweiterung des spätklassizistischen Städtebaus in München ist ein Ensemble. Seine Begrenzung ergibt sich aus der konzeptionellen und gestalterischen Einheit des Quartiers nach dem Erweiterungsplan von 1861, der aufbaut auf der Basisachse der Fraunhoferstraße und begrenzt wird durch den Verlauf des Kaiblmühlbachs und Heiliggeistmühlbachs; die unmittelbar auf diesen Plan über den Kaiblmühlbach hinweg bis zur Baaderstraße verlängerte Achse der Corneliusstraße gehört mit zum städtebaulichen Ensemble. (E-1-62-000-17)

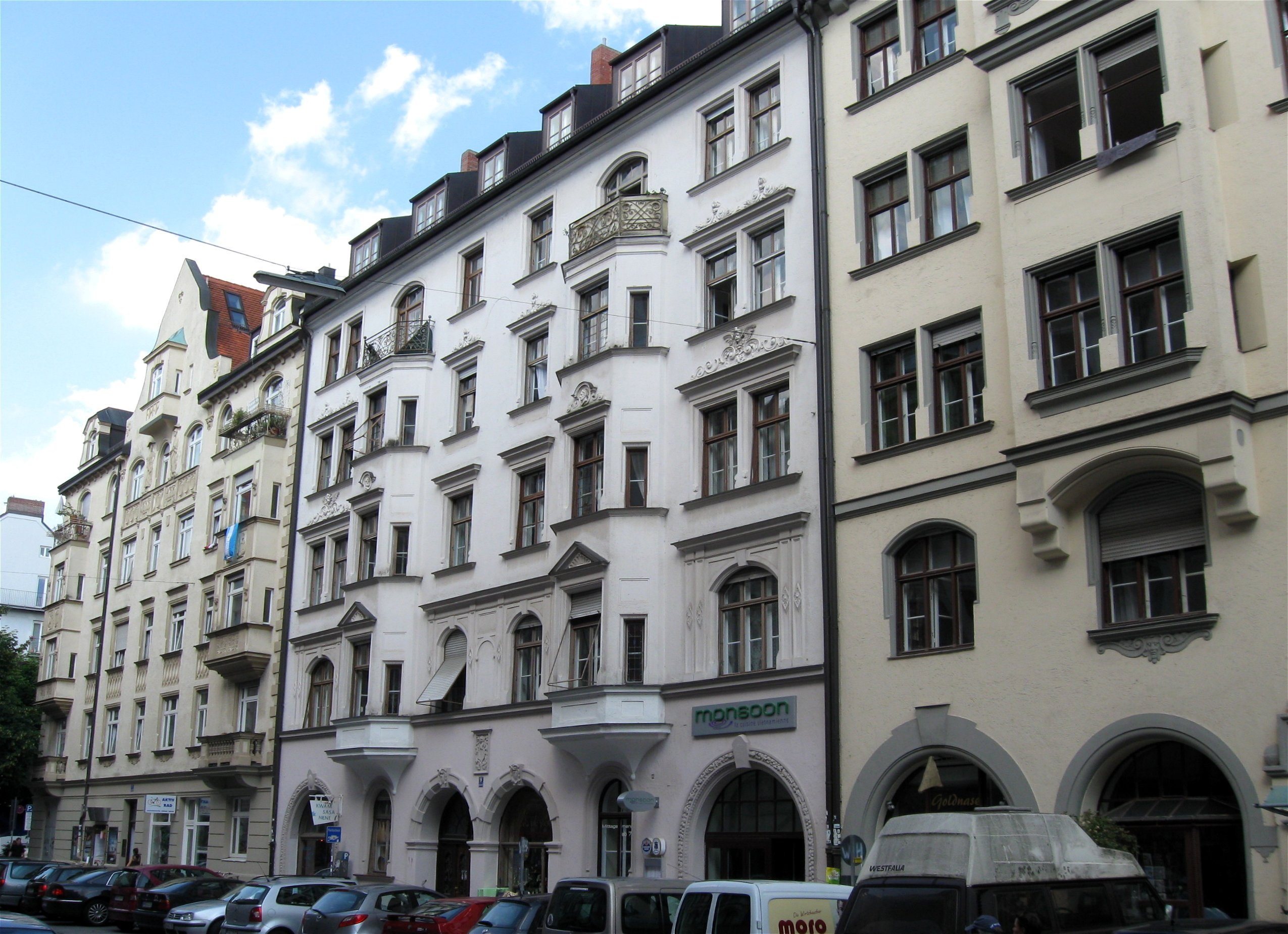
Hans-Sachs-Straße

- Hans-Sachs-Straße. Als malerischer Straßenraum des späten Historismus, der sein ursprüngliches Erscheinungsbild noch weitgehend bewahrt hat und in dieser Form in München keine Parallele hat, ist die Hans-Sachs-Straße ein Ensemble. Es handelt sich um einen zwischen der Isar-Vorstadt und dem Glockenbachviertel gelegenen Straßenzug, der 1897 durch älteres und unregelmäßig strukturiertes Bebauungsgebiet durchgebrochen wurde und eine Verbindung herstellte zwischen Angertor- und Westermühlstraße. Innerhalb von drei Jahren, zwischen 1897 und 1900, wurden durch acht Architekten und Baumeister in geschlossener Bauweise fünfgeschossige stattliche Mietshäuser errichtet, wobei häufig die Baumeister auch die Hausbesitzer waren oder für andere Baumeister als Besitzer bauten. Die in leichter Krümmung geführte Hans-Sachs-Straße zeigt beidseitig Fassaden im Stile der Deutschen Renaissance und des Neubarocks, die durch ihre stark vorspringenden Erker mit den Zwerchhäusern und hohen Giebelaufsätzen eine stark plastische Wirkung erzielen, was durch reiche Stuckornamentik und Stuckgliederungen noch gesteigert wird. Die Portal- und Fensteröffnungen der Erdgeschosse sind häufig rund- oder segmentbogig, die Eingangsportale selbst zum Teil reich geschnitzt. Im Zusammenspiel der aufwendigen Gestaltungselemente entsteht ein eindrucksvoll geschlossenes und lebendiges Raumbild von stark malerischem Charakter. Von besonderer städtebaulicher Bedeutung ist das den südlichen Abschluss der Straße bildende spitzwinklig zulaufende Eckhaus Nr. 17 mit seinen über Eck gestellten Erkern und seiner reichen Gliederung in Stilformen des Neubarocks. (E-1-62-000-23)

## Einzelbaudenkmäler

### A
| Lage                           | Objekt                                     | Beschreibung | Akten-Nr.       | Bild           |
| ------------------------------ | ------------------------------------------ | --- | --------------- | -------------- |
| Adlzreiterstraße 10 (Standort) | Mietshaus                                  | neubarock, mit Stuckdekor, 1893–94 von Heinrich Hilgert; Gruppe mit Nr. 12                                                                                     | D-1-62-000-65   | weitere Bilder |
| Adlzreiterstraße 12 (Standort) | Mietshaus                                  | neubarock, mit Stuckdekor, 1893–94 von Heinrich Hilgert; Gruppe mit Nr. 10                                                                                     | D-1-62-000-66   | weitere Bilder |
| Adlzreiterstraße 26 (Standort) | Mietshaus                                  | Neurenaissancefassade, 1888–89 von Georg Müller | D-1-62-000-67   | weitere Bilder |
| Adlzreiterstraße 30 (Standort) | Mietshaus                                  | Neurenaissance, 1888 von Georg Müller | D-1-62-000-68   | Mietshaus      |
| Adlzreiterstraße 31 (Standort) | Mietshaus                                  | mit Lisenengliederung, 1882–83 von H. Sebald | D-1-62-000-69   | Mietshaus      |
| Adlzreiterstraße 36 (Standort) | Mietshaus                                  | in Ecklage am Zenettiplatz, Neurenaissance, 1888 von Georg Müller                                                                                              | D-1-62-000-70   | Mietshaus      |
| Am Glockenbach 2 (Standort)    | Mietshaus                                  | Jugendstil, mit Putzgliederungen und -dekor, um 1910 von Josef Noll, Fassadentektur von Carl Evora. Bildet mit den Nrn. 3 und 4 eine Gruppe.                   | D-1-62-000-279  | Mietshaus      |
| Am Glockenbach 3 (Standort)    | Mietshaus                                  | Jugendstil, mit Erker, Putzgliederungen und -dekor, um 1910 von Josef Noll, Fassadentektur von Carl Evora. Bildet mit den Nrn. 2 und 4 eine Gruppe.            | D-1-62-000-280  | Mietshaus      |
| Am Glockenbach 4 (Standort)    | Mietshaus                                  | Jugendstil, mit Erker, Putzgliederungen und -dekor, um 1910 von Josef Noll, Fassadentektur von Carl Evora. Bildet mit den Nrn. 2 und 3 eine Gruppe.            | D-1-62-000-281  | Mietshaus      |
| Am Glockenbach 5 (Standort)    | Mietshaus                                  | Jugendstil, mit Putzgliederung, 1909 von Heilmann und Littmann.                                                                                                | D-1-62-000-282  | Mietshaus      |
| Arndtstraße 4 (Standort)       | Mietshaus                                  | Neurenaissance, mit Erker, 1888 von Michael Reifenstuel d. J.                                                                                                  | D-1-62-000-403  | weitere Bilder |
| Auenstraße 1 (Standort)        | Kath. Pfarrkirche St. Maximilian           | monumentaler, neuromanischer Bau, mit seinen beiden Türmen den Isarkai beherrschend, 1895–1908 von Heinrich von Schmidt; mit Ausstattung                       | D-1-62-000-449  | weitere Bilder |
| Auenstraße 2/2a (Standort)     | Mietshaus                                  | in Ecklage am Isarkai, neuklassizistisch, 1929 von Ludwig Lehn                                                                                                 | D-1-62-000-450  | weitere Bilder |
| Auenstraße 8 (Standort)        | Mietshaus                                  | mit reduzierter Front, 1875; Gruppe mit Nr. 10 | D-1-62-000-451  | weitere Bilder |
| Auenstraße 10 (Standort)       | Mietshaus                                  | Neurenaissance, mit Pilastern, 1874 von Ludwig Wimmer, 1887 verändert, jetzt reduziert.                                                                        | D-1-62-000-452  | weitere Bilder |
| Auenstraße 14 (Standort)       | Mietshaus                                  | schlicht spätklassizistisch, mit Lisenen, 1865 | D-1-62-000-453  | Mietshaus      |
| Auenstraße 23 (Standort)       | Mietshaus                                  | deutsche Renaissance, mit Giebeln, Erkern und Blendmaßwerkdekor, 1899–1900 von Georg Hamann; mit rechts anschließendem Tor; Gruppe mit Nr. 25/27               | D-1-62-000-454  | weitere Bilder |
| Auenstraße 25/27 (Standort)    | Doppelmietshaus                            | in malerischer deutscher Renaissance, mit Erkern und Mittelgiebel, bezeichnet 1899, von Benedikt Beggel; rechts und links anschließend Tore; Gruppe mit Nr. 23 | D-1-62-000-455  | weitere Bilder |
| Auenstraße 31 (Standort)       | Mietshaus                                  | deutsche Renaissance, mit Erker und Stuckdekor, 1899 von Fritz Hessemer und Johannes Schmidt; Gruppe mit Nr. 33                                                | D-1-62-000-456  | weitere Bilder |
| Auenstraße 33 (Standort)       | Mietshaus                                  | deutsche Renaissance, mit zwei Erkern und Stuckdekor, 1899 von Fritz Hessemer und Johannes Schmidt; Gruppe mit Nr. 31                                          | D-1-62-000-457  | weitere Bilder |
| Auenstraße 37 (Standort)       | Mietshaus                                  | Neurenaissance, reich gegliedert und dekoriert, mit Erker, 1898; Einheit mit Eckhaus Wittelsbacherstraße 20.                                                   | D-1-62-000-458  | Mietshaus      |
| Auenstraße 72 (Standort)       | Mietshaus in Ecklage                       | Neurenaissance, um 1885 | D-1-62-000-459  | weitere Bilder |
| Auenstraße 84 (Standort)       | Mietshaus in Ecklage                       | am Baldeplatz, sehr reich gegliedert und dekoriert, 1889 von Michael Mayer; mit Büste des Dichters Jakob Balde                                                 | D-1-62-000-460  | weitere Bilder |
| Auenstraße 86 (Standort)       | Teil einer barockisierenden Wohnhausgruppe | 1914 von Johann Widmann; siehe Kapuzinerstraße 48/50/52. ehemals unter der Nummer D-1-62-000-461 separat aufgeführt                                            | D-1-62-000-3227 | weitere Bilder |
| Auenstraße 88/90 (Standort)    | Wohnhausgruppe                             | barockisierend, 1914 von Johann und Paul Widmann; mit Geyerstraße 21                                                                                           | D-1-62-000-462  | weitere Bilder |
| Auenstraße 98 (Standort)       | Mietshaus                                  | spätklassizistisch, mit Seitenrisaliten, 1876 | D-1-62-000-463  | Mietshaus      |
| Augsburgerstraße 11 (Standort) | Mietshaus                                  | Neurenaissance, 1879 von Michael Reifenstuel d. J. | D-1-62-000-472  | weitere Bilder |
| Augsburgerstraße 15 (Standort) | Mietshaus                                  | Neurenaissance, mit Stuckdekor, bezeichnet 1882, von Heinrich Hilgert.                                                                                         | D-1-62-000-473  | Mietshaus      |
| Augsburgerstraße 23 (Standort) | Mietshaus                                  | Eckbau in deutscher Renaissance, 1899 von Ludwig Kracher, über Kern von 1831.                                                                                  | D-1-62-000-474  | Mietshaus      |
| Aventinstraße 1 (Standort)     | Mietshaus                                  | Neurenaissance, Rohbackstein und Haustein, 1891 von Georg Meister.                                                                                             | D-1-62-000-509  | Mietshaus      |
| Aventinstraße 2 (Standort)     | Mietshaus                                  | Neurenaissance, Rohbackstein und Haustein, 1889 von Georg Meister.                                                                                             | D-1-62-000-510  | Mietshaus      |
| Aventinstraße 8 (Standort)     | Mietshaus                                  | Neurenaissance, 1888 von Alois Barbist | D-1-62-000-511  | Mietshaus      |
| Aventinstraße 9 (Standort)     | Mietshaus                                  | Neurenaissance, Rohbackstein und Haustein, mit Erker, bezeichnet 1898, von Hans Moser; Gruppe mit Nr. 11.                                                      | D-1-62-000-512  | Mietshaus      |
| Aventinstraße 10 (Standort)    | Mietshaus                                  | Neurenaissance, sehr reich gegliedert, 1888 von Anton Spenger.                                                                                                 | D-1-62-000-513  | Mietshaus      |
| Aventinstraße 11 (Standort)    | Mietshaus                                  | Neurenaissance, Rohbackstein und Haustein, mit Erker, 1897–98 von Georg Schneider; Gruppe mit Nr. 9.                                                           | D-1-62-000-514  | Mietshaus      |
| Aventinstraße 12 (Standort)    | Mietshaus                                  | Neurenaissance, um 1888 | D-1-62-000-515  | Mietshaus      |

### B
| Lage                                             | Objekt                                                                                   | Beschreibung | Akten-Nr.       | Bild                                                                                     |
| ------------------------------------------------ | ---------------------------------------------------------------------------------------- | --- | --------------- | ---------------------------------------------------------------------------------------- |
| Baaderstraße 1a (Standort)                       | Mietshaus                                                                                | neubarock, Rohbackstein mit Putzgliederung, Erker, 1896 von Rosa Barbist | D-1-62-000-516  | Mietshaus                                                                                |
| Baaderstraße 9/9a (Standort)                     | Mietshausgruppe                                                                          | deutsche Renaissance, mit ungleichen, malerisch angeordneten Erkern, 1912 vom Kgl. Landbauamt München nach einem Entwurf von Hermann Buchert als Dienstwohngebäude für die Schutzmannschaft erbaut (ursprünglich vier Häuser) | D-1-62-000-517  | weitere Bilder                                                                           |
| Baaderstraße 13 (Standort)                       | Mietshaus                                                                                | Neurenaissance, 1886 von Johann Grübel | D-1-62-000-518  | weitere Bilder                                                                           |
| Baaderstraße 17 (Standort)                       | Mietshaus                                                                                | Neurenaissance, sehr reich gegliedert, mit Ädikulafenstern, 1886 von Carl Wilhelm Warmbach. | D-1-62-000-519  | weitere Bilder                                                                           |
| Baaderstraße 27 (Standort)                       | Mietshaus                                                                                | in spätklassizistischer Tradition 1879 von Jacob Freundorfer; Mansarddach mit Gauben 1894 | D-1-62-000-520  | Mietshaus                                                                                |
| Baaderstraße 30 (Standort)                       | Mietshaus                                                                                | Neurenaissance, mit sparsam verteilten Diamantquadern, 1889 von Anton Spenger. | D-1-62-000-521  | weitere Bilder                                                                           |
| Baaderstraße 32 (Standort)                       | Mietshaus                                                                                | in spätklassizistischer Tradition, reich gegliedert, 1877–78 von Jakob Freundorfer; vergleiche Nr. 36 | D-1-62-000-522  | weitere Bilder                                                                           |
| Baaderstraße 36 (Standort)                       | Mietshaus                                                                                | in spätklassizistischer Tradition, reich gegliedert, 1877 von Jakob Freundorfer; vergleiche Nr. 32 | D-1-62-000-523  | weitere Bilder                                                                           |
| Baaderstraße 38 (Standort)                       | Mietshaus                                                                                | in spätklassizistischer Tradition, reich gegliedert, mit Seitenrisaliten, um 1877 | D-1-62-000-524  | weitere Bilder                                                                           |
| Baaderstraße 44 (Standort)                       | Mietshaus                                                                                | Neurenaissance in klassizistischer Tradition, mit flachem Mittelrisalit, 1878 von Michael Reifenstuel d. J., Fassadenpreisträger 2004. | D-1-62-000-525  | weitere Bilder                                                                           |
| Baaderstraße 46 (Standort)                       | Mietshaus                                                                                | Neurenaissance, 1878 von Rudolph Schratz | D-1-62-000-526  | weitere Bilder                                                                           |
| Baaderstraße 49 (Standort)                       | Mietshaus                                                                                | neubarock, mit Stuckdekor, 1895 von Alois Barbist | D-1-62-000-527  | Mietshaus                                                                                |
| Baaderstraße 53 (Standort)                       | Mietshaus                                                                                | neubarock, 1895 von Georg Müller | D-1-62-000-528  | weitere Bilder                                                                           |
| Baaderstraße 54 (Standort)                       | Mietshaus                                                                                | in spätklassizistischer Tradition, mit Ädikulafenstern und Stuckdekor, 1877 von Jakob Freundorfer | D-1-62-000-529  | Mietshaus                                                                                |
| Baaderstraße 56 (Standort)                       | Mietshaus                                                                                | in spätklassizistischer Tradition, mit Lisenen, 1877–78 von Conrad Grimm | D-1-62-000-530  | weitere Bilder                                                                           |
| Baaderstraße 56c (Standort)                      | Rückgebäude                                                                              | ehemalige Werkstätten- und Wohnbau, dreigeschossiger Mansarddachbau mit Zwerchhäusern und Putzgliederung, von Karl Stöhr, 1898/99; zugehörig Reichenbachstraße 31 | D-1-62-000-5697 | Rückgebäude                                                                              |
| Baaderstraße 57 (Standort)                       | Mietshaus                                                                                | Neurenaissance, Rohbackstein mit Putzgliederung, 1893 von Anton Spenger. | D-1-62-000-531  | weitere Bilder                                                                           |
| Baaderstraße 60 (Standort)                       | Mietshaus                                                                                | Neurenaissance, 1878; zum Teil vereinfacht | D-1-62-000-532  | Mietshaus                                                                                |
| Baaderstraße 61 (Standort)                       | Mietshaus                                                                                | in spätklassizistischer Tradition, reich gegliedert, 1879 | D-1-62-000-533  | Mietshaus                                                                                |
| Baaderstraße 74 (Standort)                       | Mietshaus                                                                                | in spätklassizistischer Tradition, mit reicher Gliederung, 1876 | D-1-62-000-534  | Mietshaus                                                                                |
| Baaderstraße 78 (Standort)                       | Mietshaus in Ecklage                                                                     | in spätklassizistischer Tradition, mit Lisenengliederung, 1875 von Kaspar Griner; Gruppe mit Fraunhoferstraße 41 | D-1-62-000-535  | Mietshaus in Ecklage                                                                     |
| Baldestraße 8 (Standort)                         | Mietshaus                                                                                | spätklassizistisch, 1887 von Ch. Hörger | D-1-62-000-565  | weitere Bilder                                                                           |
| Baldestraße 10 (Standort)                        | Mietshaus                                                                                | spätklassizistisch, mit Eckaufsatz, 1888 von Ch. Hörger | D-1-62-000-566  | weitere Bilder                                                                           |
| Baldestraße 12 (Standort)                        | Mietshaus                                                                                | Neurenaissance, reich gegliedert, um 1888 von Kaspar Griner | D-1-62-000-567  | Mietshaus                                                                                |
| Baldestraße 17 (Standort)                        | Mietshaus                                                                                | Neurenaissance, 1890 von Michael Mayer | D-1-62-000-568  | weitere Bilder                                                                           |
| Baumstraße 4 (Standort)                          | Mietshaus                                                                                | Neurenaissance, Rohbackstein mit Putzgliederungen, 1886 von Georg Meister. | D-1-62-000-613  | Mietshaus                                                                                |
| Baumstraße 11 (Standort)                         | Mietshaus                                                                                | Neurenaissance, mit reichem Stuckdekor, 1889 | D-1-62-000-614  | weitere Bilder                                                                           |
| Bob-van-Benthem-Platz 1; Kohlstraße 6 (Standort) | Verwaltungsgebäude des Europäischen Patentamts                                           | Freistehender, zehngeschossiger und flachgedeckter Hochhausbau, gebildet aus zwei Winkelbauten mit diagonaler Passage und transparentem Rolltreppenhaus am Berührungspunkt, vollständig verglaste Fassaden mit vorgesetzten Galerieumgängen und senkrechten Stäben vor den Regelgeschossen unterhalb und oberhalb des mittigen Registraturgeschosses, vorgelagerte Flachbauten mit stark begrünten Dächern, weit vorkragende und farblich abgesetzte Dächer als Markierung des öffentlichen Durchgangs und der Eingänge, nach Entwurf des Architekturbüros von Gerkan – Marg + Partner (GMP), Hamburg, federführend Volkwin Marg und Andreas Sack als projektleitende Partner, 1976–79; mit Ausstattung; umgebende Gartenanlage mit Modellierung, Treppen und Plätzen, von Landschaftsarchitekten Wehberg-Lange und Partner, Hamburg; baubezogene Kunstwerke am und im Bau: außen: Cross Bend von Philip King, Camera von Eduardo Paolozzi, Chronos 10 B von Nicolas Schöffer, ohne Titel (Kugel und Kugelkalotten) von André Volten, innen: Blauer Ritter von Bernhard Luginbühl, Magic (flying) carpet von Panamarenko, alle gleichzeitig | D-1-62-000-9006 | weitere Bilder                                                                           |
| Boschbrücke (Standort)                           | Boschbrücke                                                                              | Betonbrücke zur Museumsinsel, mit laternenbesetztem Stahl-Balustergeländer, 1924–25 von August Blössner; vergleiche Zenneckbrücke. | D-1-62-000-1306 | weitere Bilder                                                                           |
| Braunauer Eisenbahnbrücke (Standort)             | Braunauer Eisenbahnbrücke                                                                | Nördlicher Teil der Braunauer Eisenbahnbrücke, drei Einfeldträger als Gitterfachwerkelemente über Vollwandträgern, über zwei gemauerten Pfeilern und Auflagern, von Heinrich Gerber, 1869–71. | D-1-62-000-8659 | weitere Bilder                                                                           |
| Buttermelcherstraße 1 (Standort)                 | Mietshaus                                                                                | schlicht, 1875 | D-1-62-000-1040 | Mietshaus                                                                                |
| Buttermelcherstraße 2 (Standort)                 | Rosipalhaus                                                                              | Eckbau, im Kern 1863 von Joseph Hönig, 1923 durch Julius Metzger grundlegend umgestaltet; mit Figurenportal an der Ecke. | D-1-62-000-1041 | weitere Bilder                                                                           |
| Buttermelcherstraße 3 (Standort)                 | Mietshaus                                                                                | spätklassizistisch, 1876 | D-1-62-000-1042 | Mietshaus                                                                                |
| Buttermelcherstraße 10 (Standort)                | Klosterkirche Herz Jesu der Schwestern vom Göttlichen Erlöser (Niederbronner Schwestern) | steil proportionierte, dreischiffige, tonnengewölbte Halle mit eingeschnürtem, von oben belichtetem Chorraum, Stahlbetonskelett mit Trümmerziegel-Ausfachungen, 1953–54 von Alexander von Branca und Herbert Groethuysen; mit Ausstattung; Glockenturm, an der Südecke | D-1-62-000-7897 | Klosterkirche Herz Jesu der Schwestern vom Göttlichen Erlöser (Niederbronner Schwestern) |
| Buttermelcherstraße 18 (Standort)                | Mietshaus                                                                                | Neurenaissance, 1889–90 von Anton Spenger | D-1-62-000-1044 | weitere Bilder                                                                           |

### C
| Lage                          | Objekt          | Beschreibung | Akten-Nr.       | Bild           |
| ----------------------------- | --------------- | --- | --------------- | -------------- |
| Corneliusbrücke (Standort)    | Corneliusbrücke | Bogenbrücke über zwei Isararme am Südende der Museumsinsel, mit einem Steinbogen über den Hauptarm und zwei mit Naturstein verkleideten Betonbögen über die kleine Isar, mit Masken an der Geländer-Außenseite, 1902–03 von Friedrich von Thiersch. Südlich auf der Inselspitze Balustrade und Denkmal für Ludwig II., Bronzebüste, 1910 von Ferdinand Miller d. J., Kopf 1973 wiederaufgestellt; nördlich gegenüber vier Torpfeiler mit Kugeln als Zugang zum Bereich des Deutschen Museums. | D-1-62-000-1119 | weitere Bilder |
| Corneliusstraße 3 (Standort)  | Mietshaus       | romantisch-biedermeierlich, mit stichbogigen Verdachungen und Stuck am Gurtgesims, 1863 von Joseph Seybold und Karl Stitzinger | D-1-62-000-1122 | Mietshaus      |
| Corneliusstraße 15 (Standort) | Mietshaus       | spätklassizistischer Eckbau am Gärtnerplatz, mit Lisenen, 1862 von M. Heuberger | D-1-62-000-1123 | Mietshaus      |
| Corneliusstraße 21 (Standort) | Mietshaus       | mit in Naturstein verkleidetem, reich gegliedertem, rustiziertem Erdgeschoss und Bronzeportal, 1865 von Joseph Seybold | D-1-62-000-1125 | weitere Bilder |
| Corneliusstraße 23 (Standort) | Mietshaus       | schlicht spätklassizistisch, 1867 von Joseph Seybold | D-1-62-000-1126 | weitere Bilder |
| Corneliusstraße 24 (Standort) | Mietshaus       | spätklassizistisch, gegliedert mit reichem Stuckdekor, 1865 von Ludwig Schramm und Josef Rank | D-1-62-000-1127 | weitere Bilder |
| Corneliusstraße 25 (Standort) | Mietshaus       | schlicht spätklassizistisch, 1872–73 | D-1-62-000-1128 | Mietshaus      |
| Corneliusstraße 27 (Standort) | Mietshaus       | schlicht spätklassizistisch, 1872 | D-1-62-000-1129 | Mietshaus      |
| Corneliusstraße 42 (Standort) | Mietshaus       | Neurenaissance, 1882 von Franz Fink | D-1-62-000-1130 | Mietshaus      |
| Corneliusstraße 46 (Standort) | Mietshaus       | Neurenaissance, 1889–90 von Hermann Berthold; Gruppe mit dem gleichartigen Haus Nr. 48 und dem Eckhaus Erhardtstraße 15. | D-1-62-000-1131 | Mietshaus      |
| Corneliusstraße 48 (Standort) | Mietshaus       | Neurenaissance, 1889 von Hermann Berthold; Gruppe mit dem gleichartigen Haus Nr. 46 und dem Eckhaus Erhardtstraße 15. | D-1-62-000-1132 | Mietshaus      |

### D
| Lage                                          | Objekt     | Beschreibung | Akten-Nr.       | Bild           |
| --------------------------------------------- | ---------- | --- | --------------- | -------------- |
| Dreimühlenstraße 1 (Standort)                 | Mietshaus  | Eckbau in deutscher Renaissance, 1901 von Andreas Aigner.                                                                     | D-1-62-000-1359 | weitere Bilder |
| Dreimühlenstraße 2 (Standort)                 | Mietshaus  | neubarock, mit Erker, 1898 von Paul Dietze                                                                                    | D-1-62-000-1360 | weitere Bilder |
| Dreimühlenstraße 3 (Standort)                 | Mietshaus  | neubarock, 1903 | D-1-62-000-1361 | weitere Bilder |
| Dreimühlenstraße 5 (Standort)                 | Mietshaus  | deutsche Renaissance, mit Blendmaßwerkdekor, 1901 von Julius Loew                                                             | D-1-62-000-1362 | weitere Bilder |
| Dreimühlenstraße 7 (Standort)                 | Mietshaus  | deutsche Renaissance, mit Blendmaßwerkdekor, 1901 von Hans Thaler                                                             | D-1-62-000-1363 | weitere Bilder |
| Dreimühlenstraße 8 (Standort)                 | Mietshaus  | schlicht-klassizisierender Jugendstil, mit Erker, 1903 wohl von Charles Hennek                                                | D-1-62-000-1364 | Mietshaus      |
| Dreimühlenstraße 9 (Standort)                 | Mietshaus  | deutsche Renaissance, mit Blendmaßwerkdekor, 1902 von Hans Thaler                                                             | D-1-62-000-1365 | weitere Bilder |
| Dreimühlenstraße 10 (Standort)                | Mietshaus  | schlichte deutsche Renaissance, mit Erker, 1903 wohl von Charles Hennek                                                       | D-1-62-000-1366 | Mietshaus      |
| Dreimühlenstraße 11 (Standort)                | Mietshaus  | Neurenaissance, 1901 von Hans Thaler                                                                                          | D-1-62-000-1367 | weitere Bilder |
| Dreimühlenstraße 12/12a–f/14/14a–f (Standort) | Wohnanlage | schlicht barockisierend, mit mehreren Höfen, 1909–10 von Heilmann und Littmann                                                | D-1-62-000-1368 | Wohnanlage     |
| Dreimühlenstraße 13 (Standort)                | Mietshaus  | neubarock, mit Stuckdekor, 1901 nach einem Entwurf von Hans Thaler                                                            | D-1-62-000-1369 | weitere Bilder |
| Dreimühlenstraße 15 (Standort)                | Mietshaus  | deutsche Renaissance, mit Blendmaßwerk, 1901–02 von Konrad Boehm                                                              | D-1-62-000-1371 | weitere Bilder |
| Dreimühlenstraße 16 (Standort)                | Mietshaus  | neubarock, mit Stuckdekor, 1901 von Charles Hennek                                                                            | D-1-62-000-1372 | weitere Bilder |
| Dreimühlenstraße 18 (Standort)                | Mietshaus  | neubarock, mit Stuckdekor (u. a. figürliche Reliefs), 1901 von Charles Hennek; bildet mit Nr. 18 eine zusammenhängende Gruppe | D-1-62-000-1373 | weitere Bilder |
| Dreimühlenstraße 20 (Standort)                | Mietshaus  | neubarock, mit Stuckdekor, 1901 von Charles Hennek; bildet mit Nr. 18 eine zusammenhängende Gruppe                            | D-1-62-000-1374 | weitere Bilder |
| Dreimühlenstraße 22 (Standort)                | Mietshaus  | Jugendstil, mit Stuckmasken, 1898 von Charles Hennek                                                                          | D-1-62-000-1375 | weitere Bilder |
| Dreimühlenstraße 24 (Standort)                | Mietshaus  | Neurenaissance, 1901 von Charles Hennek                                                                                       | D-1-62-000-1376 | weitere Bilder |
| Dreimühlenstraße 26 (Standort)                | Mietshaus  | barockisierender Jugendstil, 1899 von Charles Hennek                                                                          | D-1-62-000-1377 | weitere Bilder |
| Dreimühlenstraße 27 (Standort)                | Mietshaus  | Neurenaissance, mit Stuckdekor, 1902 von Hans Thaler.                                                                         | D-1-62-000-1378 | weitere Bilder |
| Dreimühlenstraße 28 (Standort)                | Mietshaus  | Neurenaissance, 1898 von Charles Hennek                                                                                       | D-1-62-000-1379 | weitere Bilder |
| Dreimühlenstraße 29 (Standort)                | Mietshaus  | Neurenaissance, mit Stuckdekor, 1901 von Hans Thaler erbaut.                                                                  | D-1-62-000-1380 | weitere Bilder |
| Dreimühlenstraße 30 (Standort)                | Mietshaus  | Neurenaissance-Eckbau, 1900 von Georg Müller                                                                                  | D-1-62-000-1381 | weitere Bilder |
| Dreimühlenstraße 31 (Standort)                | Mietshaus  | neubarock, mit reichem Stuckdekor (u. a. Reliefbüsten), bezeichnet 1903, von Hans Thaler                                      | D-1-62-000-1382 | weitere Bilder |
| Dreimühlenstraße 32 (Standort)                | Mietshaus  | schlichte Neurenaissancefassade, 1900 von Georg Müller                                                                        | D-1-62-000-1383 | Mietshaus      |
| Dreimühlenstraße 33 (Standort)                | Mietshaus  | neubarock, um 1905 | D-1-62-000-1384 | Mietshaus      |
| Dreimühlenstraße 34 (Standort)                | Mietshaus  | neubarock, breite, reich stuckierte Fassade, 1902 von Georg Müller                                                            | D-1-62-000-1385 | weitere Bilder |
| Dreimühlenstraße 36 (Standort)                | Mietshaus  | deutsche Renaissance, 1900 von Rosa Barbist                                                                                   | D-1-62-000-1386 | weitere Bilder |

### E
| Lage                         | Objekt                          | Beschreibung | Akten-Nr.       | Bild           |
| ---------------------------- | ------------------------------- | --- | --------------- | -------------- |
| Ehrengutstraße 2 (Standort)  | Mietshaus                       | Neurenaissance, 1888 von Anton Fürschinger | D-1-62-000-1427 | weitere Bilder |
| Ehrengutstraße 6 (Standort)  | Mietshaus                       | Neurenaissance, 1897 von Hermann Berthold | D-1-62-000-1428 | weitere Bilder |
| Ehrengutstraße 7 (Standort)  | Mietshaus                       | Neurenaissance, 1894 von Alois Barbist | D-1-62-000-1429 | Mietshaus      |
| Ehrengutstraße 8 (Standort)  | Mietshaus                       | deutsche Renaissance, freistehend, mit mächtigem Eckturm und schlossartiger, malerischer Dachgestaltung, 1889–90 von August Exter                                                                                | D-1-62-000-1430 | weitere Bilder |
| Ehrengutstraße 9 (Standort)  | Mietshaus                       | mit neubarockem Eckerker, 1897 von Charles Hennek; vereinfacht | D-1-62-000-1431 | weitere Bilder |
| Ehrengutstraße 10 (Standort) | Mietshaus                       | neubarock, mit reichem Stuckdekor und -büsten, 1900 von Otto Kurz | D-1-62-000-1432 | weitere Bilder |
| Ehrengutstraße 14 (Standort) | Mietshaus                       | Neurenaissance-Eckbau, 1899 von Karl Schmidt | D-1-62-000-1433 | weitere Bilder |
| Ehrengutstraße 15 (Standort) | Mietshaus                       | Eckbau in deutscher Renaissance, mit Erkern und Treppengiebeln, 1890 von Matthäus Lutz; vereinfacht; Gruppe mit Nr. 17–27 (ungerade Nrn.).                                                                       | D-1-62-000-1434 | Mietshaus      |
| Ehrengutstraße 16 (Standort) | Mietshaus                       | deutsche Renaissance, mit Erker und reichem Stuckdekor, 1899–1900 von Georg Müller | D-1-62-000-1435 | weitere Bilder |
| Ehrengutstraße 17 (Standort) | Mietshaus                       | deutsche Renaissance, mit Erker und Giebel, 1899 von Paul Böhmer und Julius Loew; vereinfacht; Gruppe mit Nr. 15–27 (ungerade Nrn.)                                                                              | D-1-62-000-1436 | weitere Bilder |
| Ehrengutstraße 19 (Standort) | Mietshaus                       | deutsche Renaissance, mit Erker und barockisierendem Stuckdekor, 1899–1902 von Matthäus Lutz; bildet mit Nr. 21, 23, 25 und 27 eine den Roecklplatz nördlich begrenzende, einheitliche Gruppe                    | D-1-62-000-1437 | weitere Bilder |
| Ehrengutstraße 20 (Standort) | Mietshaus                       | stattlicher, neubarocker Eckbau, reich gegliedert, 1898 von Georg Müller; bildet eine Gruppe mit Roecklplatz 3 und Isartalstraße 26                                                                              | D-1-62-000-1438 | weitere Bilder |
| Ehrengutstraße 21 (Standort) | Wohnhaus und Gastronomiegebäude | Fünfgeschossiger Satteldachbau, traufseitig, historisierende Putzfassade mit zentralem Zwerchhaus und Treppengiebel, rustiziertem Sockelgeschoss, Fensterrahmungen und Stuck, aus dem Büro Rosa Barbist, 1898–99 | D-1-62-000-1439 | weitere Bilder |
| Ehrengutstraße 23 (Standort) | Mietshaus                       | deutsche Renaissance, mit reicher Gliederung und Stuckdekor, 1899 von Josef Schindler; Gruppe mit Nr. 15–27 (ungerade Nrn.); vergleiche Nr. 19                                                                   | D-1-62-000-1440 | weitere Bilder |
| Ehrengutstraße 25 (Standort) | Mietshaus                       | deutsche Renaissance, mit zum Teil figürlichem Stuckdekor, 1899–1900 von Rosa Barbist; Gruppe mit Nr. 15–27 (ungerade Nrn.); vergleiche Nr. 19                                                                   | D-1-62-000-1441 | Mietshaus      |
| Ehrengutstraße 27 (Standort) | Mietshaus                       | stattlicher Eckbau in deutscher Renaissance, 1898 von Rosa Barbist; Gruppe mit Nr. 15–25 (ungerade Nrn.); vergleiche Nr. 19                                                                                      | D-1-62-000-1442 | weitere Bilder |
| Erhardtstraße (Standort)     | Bismarck-Denkmal                | Standbild aus Rochlitzer Porphyr, 1931 von Fritz Behn; am Isarkai nördlich der Boschbrücke. | D-1-62-000-1564 | weitere Bilder |
| Erhardtstraße 4 (Standort)   | Mietshaus                       | neubarocker Doppelerkerbau, mit Stuckdekor, 1893 von Franz Hammel; in Giebelnische Bronzefigur | D-1-62-000-1557 | weitere Bilder |
| Erhardtstraße 6 (Standort)   | Mietshaus                       | neubarock, mit zwei Erkern und Stuck, 1895 von Alois Barbist | D-1-62-000-1558 | weitere Bilder |
| Erhardtstraße 8 (Standort)   | Mietshaus                       | stattlicher, neuklassizistischer Jugendstil, mit drei Erkern und Stuckdekor, 1912 von Anton Hatzl mit Fassade von Richard Berndl                                                                                 | D-1-62-000-1559 | weitere Bilder |
| Erhardtstraße 9 (Standort)   | Mietshaus                       | neubarock, mit Mittelerker und reichem Stuckdekor, bezeichnet 1899, von Georg Müller | D-1-62-000-1560 | weitere Bilder |
| Erhardtstraße 11 (Standort)  | Mietshaus                       | neubarock, mit zwei Erkern und Stuckdekor (Büsten), 1892–93 von Franz Hammel | D-1-62-000-1561 | weitere Bilder |
| Erhardtstraße 12 (Standort)  | Mietshaus                       | neubarock, mit zwei Erkern, Putz- und Stuckdekor, 1899–1900 von Franz Hammel | D-1-62-000-1562 | weitere Bilder |
| Erhardtstraße 15 (Standort)  | Mietshaus                       | Neurenaissance, mit Eckerker, 1885 von Johann Grübel | D-1-62-000-1563 | weitere Bilder |

### F
| Lage                                              | Objekt                                                       | Beschreibung | Akten-Nr.       | Bild                                                         |
| ------------------------------------------------- | ------------------------------------------------------------ | --- | --------------- | ------------------------------------------------------------ |
| Fleischerstraße 4 (Standort)                      | Mietshaus                                                    | Neurenaissance, 1888 | D-1-62-000-1693 | Mietshaus                                                    |
| Fleischerstraße 12 (Standort)                     | Mietshaus                                                    | Neurenaissance, 1887 | D-1-62-000-1694 | Mietshaus                                                    |
| Fliegenstraße 3 (Standort)                        | Mietshaus                                                    | neubarock, mit Stuckdekor, um 1900 | D-1-62-000-1695 | weitere Bilder                                               |
| Fliegenstraße 6 (Standort)                        | Mietshaus                                                    | Neurenaissance-Fassade, reich gegliedert, 1889 von Joseph Eisele. | D-1-62-000-1696 | weitere Bilder                                               |
| Fliegenstraße 16 (Standort)                       | Mietshaus                                                    | Neurenaissance, 1875 von Ludwig Bayer | D-1-62-000-1697 | Mietshaus                                                    |
| Frauenlobstraße 2 (Standort)                      | Mietshaus                                                    | neuklassizistischer Eckbau, 1914 von der Baugesellschaft J. Burger und Co. | D-1-62-000-1799 | Mietshaus                                                    |
| Frauenlobstraße 5 (Standort)                      | Wohnhaus mit evang.-methodistischer Friedenskirche           | klassizistischer Jugendstil, 1914 von Leonhard Moll | D-1-62-000-1800 | weitere Bilder                                               |
| Frauenlobstraße 7/7a (Standort)                   | Pathologisches Institut                                      | Westflügel, 1927–29 von Theodor Kollmann; siehe Thalkirchner Straße 36. ehemals unter der Nummer D-1-62-000-1801 separat aufgeführt | D-1-62-000-6819 | weitere Bilder                                               |
| Frauenlobstraße 20a (Standort)                    | Frauenklinik                                                 | barockisierender Jugendstil, mit Erkern, Giebel und Stuckdekor, 1909 von Charles Hennek; stattlicher Block mit Nr. 24 und 26 Frauenlobstraße 20 ehemals unter der Nummer D-1-62-000-1802 separat aufgeführt | D-1-62-000-7332 | weitere Bilder                                               |
| Frauenlobstraße 22 (Standort)                     | Mietshaus                                                    | fünfgeschossiger Traufseitbau mit Erkern und Zwerchhaus, in barockisierendem Jugendstil, von Charles Hennek, 1909; Gruppe mit Nr. 22 und Nr. 24; Rückgebäude, Lager- und Mietshaus, dreigeschossiger Mansarddachbau, nach Entwurf des Baugeschäfts H. Rammelmayr, 1895 ehemals unter der Nummer D-1-62-000-1803 separat aufgeführt                                                                                                | D-1-62-000-7332 | weitere Bilder                                               |
| Frauenlobstraße 24 (Standort)                     | Mietshaus                                                    | barockisierender Jugendstil, mit Erkern, Giebel und Stuckdekor, 1904 von Charles Hennek; stattlicher Block mit Nr. 22 und 26 | D-1-62-000-1804 | weitere Bilder                                               |
| Frauenlobstraße 26 (Standort)                     | Mietshaus                                                    | barockisierender Jugendstil, mit Erker, Giebel und Stuckdekor, 1902 von Charles Hennek; stattlicher Block mit Nr. 22 und 24 | D-1-62-000-1805 | weitere Bilder                                               |
| Frauenlobstraße 28 (Standort)                     | Mietshaus                                                    | deutsche Renaissance, mit Eckerker, 1892 von Albin Lincke und Max Littmann; stark erneuert | D-1-62-000-1806 | Mietshaus                                                    |
| Fraunhoferstraße 3 (Standort)                     | Mietshaus                                                    | fünfgeschossiger Traufseitbau mit Lisenengliederung, von Max Deissböck, nach dem Zweiten Weltkrieg stark vereinfacht | D-1-62-000-1838 | Mietshaus                                                    |
| Fraunhoferstraße 4 (Standort)                     | Mietshaus                                                    | fünfgeschossiger Traufseitbau mit reicher Fassadengliederung im Stil der deutschen Renaissance, mit dreigeschossigem Mittelerker, Zwerchhaus mit geschweiftem Giebel und seitlichem Flacherker, mit plastischem Dekor, von Heinrich Hilgert, bezeichnet 1905 | D-1-62-000-1839 | Mietshaus                                                    |
| Fraunhoferstraße 5 (Standort)                     | Mietshaus                                                    | fünfgeschossiger Traufseitbau mit Mittelerker und reicher Fassadengliederung im Stil der Neurenaissance, als viergeschossiger Bau errichtet, um 1830, Aufstockung um ein Geschoss, Mittelerker und Änderung der Fassade, von Charles Hennek, 1893 | D-1-62-000-1840 | Mietshaus                                                    |
| Fraunhoferstraße 7/9; Müllerstraße 5/7 (Standort) | Mietshaus                                                    | fünfgeschossiger Traufseitbau mit reicher Neurenaissance-Fassadengliederung; Rückgebäude, Mietshaus, viergeschossiger Mansardpultdachbau, 1873 | D-1-62-000-1841 | Mietshaus                                                    |
| Fraunhoferstraße 8 (Standort)                     | Mietshaus                                                    | viergeschossiger Traufseitbau mit reich gegliederter, klassizierender Neurenaissancefassade, mit Zwerchhaus mit Schweifgiebel, von Carl Schmidt, 1888; Rückgebäude, dreigeschossiger Pultdachbau mit Mezzaningeschoss, 1873 | D-1-62-000-1842 | Mietshaus                                                    |
| Fraunhoferstraße 9/11 (Standort)                  | Mietshaus und Gaststätte Fraunhofer                          | als viergeschossiger Bau 1830 von Maurermeister Xaver Mayr und Zimmermeister Stitzinger errichtet, 1890/91 um ein Geschoss erhöht und in Neurenaissanceformen umgestaltet von Thomas Steinbauer; zum Teil vereinfacht; mit neubarocker Ausstattung einer Gaststätte, von Alois Barbist, 1896; Rückgebäude, viergeschossiger Mansarddachbau; Remise ehemalig mit Stall, eingeschossiger Walmdachbau; beide von Alois Barbist, 1896 | D-1-62-000-1843 | weitere Bilder                                               |
| Fraunhoferstraße 11 (Standort)                    | Mietshaus                                                    | viergeschossiger Traufseitbau mit Gurtgesimsen und Stichbogenfenstern, von Gottfried Fischer, 1843 | D-1-62-000-1844 | Mietshaus                                                    |
| Fraunhoferstraße 12 (Standort)                    | Mietshaus                                                    | fünfgeschossiger Eckbau mit reicher Fassadengliederung im Stil der Neurenaissance, mit flachem Eckrisalit mit Lisenen, geraden Fensterverdachungen in den Hauptgeschossen und gebändertem 1. Obergeschoss, von Johann Grübel, 1877 | D-1-62-000-1845 | Mietshaus                                                    |
| Fraunhoferstraße 13 (Standort)                    | Mietshaus                                                    | viergeschossiger Traufseitbau, mit Brüstungsgesimsen und Fensterrahmungen, von Rudolf Röschenauer, 1830, Fassade nachträglich vereinfacht | D-1-62-000-1846 | Mietshaus                                                    |
| Fraunhoferstraße 14 (Standort)                    | Mietshaus                                                    | fünfgeschossiger Eckbau mit Fassadengliederung im Stil der Neurenaissance, mit flachem Eckrisalit, von Johann Grübel, 1877, Fassade nachträglich vereinfacht | D-1-62-000-1847 | Mietshaus                                                    |
| Fraunhoferstraße 15 (Standort)                    | Mietshaus                                                    | viergeschossiger Traufseitbau, von Rudolf Röschenauer, 1830, Umgestaltung der Fassade, um 1920; Seitengebäude, Wohnhaus, viergeschossiger Halbmansarddachbau, 1865 | D-1-62-000-1848 | Mietshaus                                                    |
| Fraunhoferstraße 16 (Standort)                    | Mietshaus                                                    | viergeschossiger Traufseitbau, mit spätbiedermeierlicher Fassadengestaltung, mit rhythmischer Blendengliederung mit Zahnfriesen, um 1875 | D-1-62-000-1849 | Mietshaus                                                    |
| Fraunhoferstraße 17 (Standort)                    | Mietshaus                                                    | Eckbau mit Polygonalerkern, als viergeschossiger Bau errichtet, 19. Jahrhundert, Aufstockung um ein Geschoss, 1890, Fassadenreduzierung und Erkeraubauten nachträglich. Vergleiche Ensemble Gärtnerplatzviertel. | D-1-62-000-1851 | Mietshaus                                                    |
| Fraunhoferstraße 18 (Standort)                    | Mietshaus                                                    | viergeschossiger Traufseitbau mit schlichter spätklassizistischer Fassadengliederung errichtet, um 1860, Bereicherung der Fassade, spätes 19. Jahrhundert | D-1-62-000-1852 | Mietshaus                                                    |
| Fraunhoferstraße 19 (Standort)                    | Mietshaus                                                    | Eckbau mit Lisenengliederung, 1862 von Joseph Hönig; zusammen mit Klenzestraße 49. | D-1-62-000-1854 | Mietshaus                                                    |
| Fraunhoferstraße 20/22/22 a/24/26 (Standort)      | Postgebäude mit Postamt München 5 und Wohnblock              | langgestreckter Komplex aus vier Wohn- und Geschäftshäusern im Stil der Neuen Sachlichkeit, Fassadengliederung durch Treppenerker und Fensterbänder, 1929–30 von Robert Vorhoelzer und Walther Schmidt | D-1-62-000-1855 | Postgebäude mit Postamt München 5 und Wohnblock              |
| Fraunhoferstraße 21/23a (Standort)                | Mietshaus                                                    | viergeschossiger Traufseitbau mit Brüstungsgesimsen, 1861, Fassade nachträglich stark vereinfacht; Rückgebäude, Mietshaus, dreigeschossiger Mansardpultdachbau, 1863 | D-1-62-000-1856 | Mietshaus                                                    |
| Fraunhoferstraße 25 (Standort)                    | Mietshaus                                                    | viergeschossiger Traufseitbau mit reicher Fassadengliederung im Stil der deutschen Neurenaissance, mit gekuppelten Obergeschossfenstern, Mittelerker und Zwerchhaus, von Oskar Strelin, 1887 | D-1-62-000-1858 | Mietshaus                                                    |
| Fraunhoferstraße 31 (Standort)                    | Mietshaus                                                    | viergeschossiger Traufseitbau mit spätklassizistischer Putzgliederung, mit Flachlisenen und Flachrisalit, 1865, Fassade nachträglich vereinfacht; östliches Rückgebäude, ehemaliges Wohnhaus spätere Kunstgießerei, mit drei Geschossen 1865 errichtet, 1951 zweigeschossig von Ludwig Ostertag wiederhergestellt; westliches Rückgebäude, ehemalige Kunstgießerei, eingeschossiger Pultdachbau, 1882, ergänzt 1965               | D-1-62-000-1860 | Mietshaus                                                    |
| Fraunhoferstraße 37 (Standort)                    | Mietshaus                                                    | fünfgeschossiger Traufseitbau als viergeschossiger Bau errichtet, 1861, Aufstockung um ein Geschoss, 1898, Fassade nachträglich vereinfacht | D-1-62-000-1861 | Mietshaus                                                    |
| Fraunhoferstraße 38 (Standort)                    | Fragment eines früher höheren Hauses im Neo-Louis-Seize-Stil | mit Erker und plastischem Dekor, 1907 von Christian Seebach, die Portalplastik von Josef Köpf | D-1-62-000-1862 | Fragment eines früher höheren Hauses im Neo-Louis-Seize-Stil |
| Fraunhoferstraße 41 (Standort)                    | Mietshaus                                                    | schlichter, viergeschossiger, spätklassizistischer Eckbau, 1875 von Kaspar Griner; Block mit Baaderstraße 78 | D-1-62-000-1864 | Mietshaus                                                    |

### G
| Lage                      | Objekt                                                                | Beschreibung | Akten-Nr.       | Bild                                                                  |
| ------------------------- | --------------------------------------------------------------------- | --- | --------------- | --------------------------------------------------------------------- |
| Gärtnerplatz (Standort)   | Schalenbrunnen                                                        | in Platzmitte, 1866 | D-1-62-000-2022 | weitere Bilder                                                        |
| Gärtnerplatz (Standort)   | Auf modernen Stelen Büsten Friedrich von Gärtners und Leo von Klenzes | Die erste 1867 von Max Widnman, die zweite nach dem 1867 von Friedrich Brugger geschaffenen Originalmodell 1998 nachgegossen (Köpfe zweier im Zweiten Weltkrieg eingeschmolzenen, ehemals im Platzrondell auf hohen Sockeln stehenden Ganzfiguren). | D-1-62-000-7998 | Auf modernen Stelen Büsten Friedrich von Gärtners und Leo von Klenzes |
| Gärtnerplatz 3 (Standort) | Staatstheater am Gärtnerplatz                                         | Maximilianstil, 1864/65 von Franz Michael Reifenstuel; Zuschauerraum 1969, Fassade 1983 im Sinne der originalen Form restauriert. | D-1-62-000-2023 | weitere Bilder                                                        |
| Geyerstraße 15 (Standort) | Mietshaus                                                             | neubarock, mit Stuckdekor, 1888 von Kaspar Griner; Gruppe mit Nr. 13 | D-1-62-000-2158 | Mietshaus                                                             |
| Geyerstraße 18 (Standort) | Mietshaus                                                             | neubarock, mit reichem Stuckdekor, 1896 von Rosa Barbist | D-1-62-000-2159 | Mietshaus                                                             |
| Geyerstraße 19 (Standort) | Teil eines barockisierenden Wohnblocks                                | 1914 von Johann und Paul Widmann; siehe Kapuzinerstraße 48/50/52 ehemals unter der Nummer D-1-62-000-2160 separat aufgeführt | D-1-62-000-3227 | weitere Bilder                                                        |
| Geyerstraße 20 (Standort) | Mietshaus                                                             | neubarock, mit reichem Stuckdekor, bezeichnet 1898, von Rosa Barbist | D-1-62-000-2161 | weitere Bilder                                                        |
| Geyerstraße 21 (Standort) | Mietshaus                                                             | barockisierend, um 1914 von Johann und Paul Widmann; Gruppe mit Auenstraße 88/90 ehemals unter der Nummer D-1-62-000-2162 separat aufgeführt | D-1-62-000-462  | weitere Bilder                                                        |

### H
| Lage                                 | Objekt                                               | Beschreibung | Akten-Nr.        | Bild                                             |
| ------------------------------------ | ---------------------------------------------------- | --- | ---------------- | ------------------------------------------------ |
| Häberlstraße 5 (Standort)            | Mietshaus                                            | neugotisch, mit Erker und reichem Blendmaßwerkdekor, 1895 von Wolfgang Schreiner | D-1-62-000-2358  | weitere Bilder                                   |
| Häberlstraße 6 (Standort)            | Mietshaus                                            | neubarock, mit Stuckdekor, 1895 von Philipp Avril | D-1-62-000-2359  | weitere Bilder                                   |
| Häberlstraße 7 (Standort)            | Mietshaus                                            | Neurenaissance, mit zwei Erkern, 1893 | D-1-62-000-2360  | weitere Bilder                                   |
| Häberlstraße 8 (Standort)            | Mietshaus                                            | Fünfgeschossig, nach Plan von 1894 durch Alois Barbist erbaut, Fassadendekoration 1964 entfernt, Neurokokostuck in der Durchfahrt und Treppengeländer erhalten; Rückgebäude zweigeschossig, in barockisierenden Formen, gleichzeitig vom gleichen Architekten.           | D-1-62-000-2361  | Mietshaus                                        |
| Häberlstraße 11b (Standort)          | Turnhallenbau des Männerturnvereins München von 1879 | Zweigeschossiger Satteldachbau mit Eingangsrisalit mit rundbogiger Portalnische, in Eisenbetonbauweise nach System Hennebique, von den Gebrüdern Rank, 1907/08. Nach Bombenschäden im Zweiten Weltkrieg in der jetzigen Form im Jahr 1950 eröffnet. Renovierung ab 2018. | D-1-62-000-8375  | weitere Bilder                                   |
| Häberlstraße 16 (Standort)           | Mietshaus                                            | neubarock, mit zwei Erkern und reichem Dekor, 1893 von Wolfgang Schreiner | D-1-62-000-2362  | weitere Bilder                                   |
| Häberlstraße 17 (Standort)           | Mietshaus                                            | deutsche Renaissance, mit zwei Erkern, um 1895 | D-1-62-000-2363  | Mietshaus                                        |
| Häberlstraße 19 (Standort)           | Mietshaus                                            | Neurenaissance, 1892 von Jakob Baudrexel | D-1-62-000-2364  | weitere Bilder                                   |
| Häberlstraße 20 (Standort)           | Mietshaus                                            | neugotisch, mit zwei Erkern und zwei Figuren, 1893–94 von Wolfgang Schreiner | D-1-62-000-2365  | Mietshaus                                        |
| Häberlstraße 21 (Standort)           | Mietshaus                                            | Neurenaissance, 1892 von Wolfgang Schreiner | D-1-62-000-2366  | Mietshaus                                        |
| Häberlstraße 23 (Standort)           | Mietshaus                                            | Neurenaissance-Eckbau, 1886 von Wolfgang Schreiner; vereinfacht | D-1-62-000-2367  | Mietshaus                                        |
| Häberlstraße 24 (Standort)           | Mietshaus                                            | Neurenaissance, reich gegliedert, 1893–94 | D-1-62-000-2368  | weitere Bilder                                   |
| Hans-Sachs-Straße 2 (Standort)       | Wohn- und Geschäftshaus                              | viergeschossiges Eckgebäude mit Eckerker in neubarocken Formen, Überrest des ehemaligen Hauses Hans-Sachs-Straße 2, von Hermann Berthold, 1897 | D-1-62-000-4642  | weitere Bilder                                   |
| Hans-Sachs-Straße 4 (Standort)       | Mietshaus                                            | neubarock, malerisch gegliedert, mit zwei Erkern und Stuckdekor, 1899–1900 von Leonhard Moll | D-1-62-000-2404  | weitere Bilder                                   |
| Hans-Sachs-Straße 6 (Standort)       | Mietshaus                                            | neubarock, reich gegliedert, mit Erker, Giebel und Stuckdekor, 1899–1900, von Leonhard Moll | D-1-62-000-2407  | weitere Bilder                                   |
| Hans-Sachs-Straße 7 (Standort)       | Mietshaus                                            | Eckbau in deutscher Renaissance, mit Erkern und reichem plastischem Dekor (figürlichem Stuck, Reliefs), 1898 von Rosa Barbist. | D-1-62-000-2408  | weitere Bilder                                   |
| Hans-Sachs-Straße 8 (Standort)       | Mietshaus                                            | neubarock, mit zwei Erkern, reich gegliedert, bezeichnet 1897, von Anton Spenger | D-1-62-000-2409  | Mietshaus                                        |
| Hans-Sachs-Straße 9 (Standort)       | Mietshaus                                            | deutsche Renaissance, reich gegliedertes Doppelerkerhaus, mit Stuckdekor, 1897–98 von Heinrich Volbehr | D-1-62-000-2410  | weitere Bilder                                   |
| Hans-Sachs-Straße 10 (Standort)      | Mietshaus                                            | Doppelerkerhaus in deutscher Renaissance, mit Stuckdekor und baugeschichtlicher Inschrift, 1897 von Hermann Berthold. | D-1-62-000-2411  | weitere Bilder                                   |
| Hans-Sachs-Straße 11 (Standort)      | Mietshaus                                            | deutsche Renaissance, malerisches, reich gegliedertes Doppelerkerhaus, mit Giebel und plastischem Dekor, 1897–98 von Heinrich Volbehr | D-1-62-000-2412  | weitere Bilder                                   |
| Hans-Sachs-Straße 12 (Standort)      | Mietshaus                                            | deutsche Renaissance, reich gegliedert, mit drei Erkern und Stuckdekor, bezeichnet 1899, von Hermann Berthold | D-1-62-000-2413  | weitere Bilder                                   |
| Hans-Sachs-Straße 13 (Standort)      | Mietshaus                                            | Doppelerkerhaus, um 1897–1900 von Leonhard Moll; vereinfacht. | D-1-62-000-2414  | weitere Bilder                                   |
| Hans-Sachs-Straße 14 (Standort)      | Mietshaus                                            | deutsche Renaissance, reich gegliederter Giebelbau, mit zwei Erkern und reichem Stuckdekor, 1898–99 von Leonhard Moll | D-1-62-000-2415  | Mietshaus                                        |
| Hans-Sachs-Straße 15 (Standort)      | Mietshaus                                            | neubarock, reich gegliedertes Doppelerkerhaus, mit Stuckdekor, 1899 von Hans Thaler | D-1-62-000-2416  | weitere Bilder                                   |
| Hans-Sachs-Straße 16 (Standort)      | Mietshaus                                            | deutsche Renaissance, reich gegliedert, mit Erker, Giebel und Stuckdekor, 1898–99 von Rosa Barbist und Johann Schmalschläger; bildet mit dem gleichartigen Haus Nr. 18 eine symmetrische Gruppe                                                                          | D-1-62-000-2417  | weitere Bilder                                   |
| Hans-Sachs-Straße 17 (Standort)      | Mietshaus                                            | spitzwinkliger, reich gegliederter Neubarock-Eckbau, mit Erkern und Stuckdekor, 1899–1900 von Hans Thaler | D-1-62-000-2418  | weitere Bilder                                   |
| Hans-Sachs-Straße 18 (Standort)      | Mietshaus                                            | deutsche Renaissance, reich gegliedert, mit Erker, Giebel und Stuckdekor, 1898 von Rosa Barbist; Pendant zu Nr. 16, mit dem es eine Gruppe bildet | D-1-62-000-2419  | weitere Bilder                                   |
| Hefner-Alteneck-Straße 24 (Standort) | Krafthaus des Südwerks III (heute Isarwerk III)      | zweigeschossig entworfener verputzter Walmdachbau mit östlichem Vorbau und Fassadengliederung durch mehrfach gestufte Betongesimse, von Fritz Beblo und Hermann Leitenstorfer, 1921–23, nach Kriegsschäden wiederinstandgesetzt, technische Einbauten später erneuert    | D-1-62-000-11258 | weitere Bilder                                   |
| Holzstraße (Standort)                | Pissoir                                              | in Form eines oktogonalen Pavillons, ursprünglich mit zwei Zugängen, 1900 | D-1-62-000-7885  | weitere Bilder                                   |
| Holzstraße 1 (Standort)              | Mietshaus                                            | Neurenaissance, 1878 von Ferdinand Hönig, nachträglich reduziert. | D-1-62-000-2819  | Mietshaus                                        |
| Holzstraße 2 (Standort)              | Mietshaus                                            | reich gegliederte Neurenaissancefront in klassizistischer Tradition, 1874–75 von Johann Widmann | D-1-62-000-2820  | Mietshaus                                        |
| Holzstraße 3 (Standort)              | Mietshaus                                            | spätklassizistisch, mit Stuckdekor, 1876 von Heinrich Lehmpuhl | D-1-62-000-2821  | Mietshaus                                        |
| Holzstraße 4 (Standort)              | Mietshaus                                            | romantisch im Rundbogenstil mit Maßwerkbalkonbrüstungen, 1882 von Franz Kil | D-1-62-000-2822  | Mietshaus                                        |
| Holzstraße 5 (Standort)              | Mietshaus                                            | Neurenaissance, 1889 von Max Sautter, vereinfacht | D-1-62-000-2823  | Mietshaus                                        |
| Holzstraße 6 (Standort)              | Mietshaus                                            | Neurenaissance, 1877 von A. Schmelzle | D-1-62-000-2824  | Mietshaus                                        |
| Holzstraße 7 (Standort)              | Mietshaus                                            | Neurenaissance, 1889 von Max Sautter | D-1-62-000-2825  | Mietshaus                                        |
| Holzstraße 8 (Standort)              | Mietshaus                                            | Neurenaissance, 1888 von Max Sautter | D-1-62-000-2826  | Mietshaus                                        |
| Holzstraße 14 (Standort)             | Mietshaus                                            | schlicht nachbiedermeierlich, 1862 von M. Hauberger | D-1-62-000-2827  | Mietshaus                                        |
| Holzstraße 28/30 (Standort)          | Ehemalige Elektrotechnische Fabrik Alois Zettler     | Jugendstilbau mit Stuckdekor, 1906 von Georg Weber; vergleiche Pestalozzistraße 31 | D-1-62-000-2828  | Ehemalige Elektrotechnische Fabrik Alois Zettler |
| Holzstraße 29 (Standort)             | Mietshaus                                            | neubarock, mit Eckerker, 1896 von Oskar Strelin; zum Teil vereinfacht | D-1-62-000-2829  | weitere Bilder                                   |

### I
| Lage                           | Objekt                            | Beschreibung | Akten-Nr.       | Bild           |
| ------------------------------ | --------------------------------- | --- | --------------- | -------------- |
| Ickstattstraße 2/2a (Standort) | Mietshäuser                       | symmetrische Gruppe in deutscher Renaissance, mit Erkern, Balkongittern und reichem Stuckdekor, um 1898 von Rosa Barbist | D-1-62-000-2873 | weitere Bilder |
| Ickstattstraße 5 (Standort)    | Mietshaus                         | Neurenaissance, reich gegliedert, 1878 von Anton Lottermann. | D-1-62-000-2874 | weitere Bilder |
| Ickstattstraße 9 (Standort)    | Mietshaus                         | Neurenaissance, reich gegliedert, 1877 von Heinrich Müller. | D-1-62-000-2875 | Mietshaus      |
| Ickstattstraße 12 (Standort)   | Mietshaus                         | spätklassizistisch, mit karyatidenförmigen Verdachungskonsolen, um 1875 | D-1-62-000-2876 | weitere Bilder |
| Ickstattstraße 13 (Standort)   | Mietshaus                         | spätklassizistisch, 1876 von Georg Heindl | D-1-62-000-2877 | Mietshaus      |
| Ickstattstraße 17 (Standort)   | Mietshaus                         | spätklassizistisch, mit hohen Fensterverdachungen, 1876 von Georg Grimm | D-1-62-000-2878 | weitere Bilder |
| Ickstattstraße 18 (Standort)   | Mietshaus                         | Neurenaissance, mit Ädikulafenstern und Stuckdekor, 1877 von Erich Brockfeld. | D-1-62-000-2879 | Mietshaus      |
| Ickstattstraße 32 (Standort)   | Mietshaus                         | Neurenaissance, Rohbackstein mit Putzgliederungen, 1884 von Friedrich Hagel. | D-1-62-000-2880 | weitere Bilder |
| Isarkais (Standort)            | Kaimauern im inneren Stadtbereich | Künstlerische Gestaltung der Zeit um 1900 weisen auf: die Uferschutzmauern an der Widenmayerstraße und gegenüber beiderseits der Luitpoldbrücke (nördlich ca. 100 m, südlich bis in die Nähe des Elektrizitätswerks, Max-Planck-Straße 2), ferner die Schutzmauern an der Erhardtstraße in ganzer Länge und an der Westseite der Museumsinsel zwischen Cornelius- und Ludwigsbrücke sowie am Ostufer von der Reichenbachbrücke im Süden bis zur Uferterrasse neben dem Volksbad (letztere eingeschlossen). | D-1-62-000-2977 | weitere Bilder |
| Isartalstraße 6/8 (Standort)   | Kreszentiastift (Altersheim)      | barockisierender Gruppenbau mit Dachreiter, 1914–15 von Hans Steiner, 1929 südlich erweitert durch Franz Sommersberger; im Rückgebäude Kapelle von 1886/1933 | D-1-62-000-2978 | weitere Bilder |
| Isartalstraße 10 (Standort)    | Mietshaus                         | Jugendstil, mit Putz- und Stuckdekor, 1902 | D-1-62-000-2979 | weitere Bilder |
| Isartalstraße 16 (Standort)    | Mietshaus                         | neubarock mit Putzgliederung, 1901 von Andreas Aigner | D-1-62-000-2980 | weitere Bilder |
| Isartalstraße 18 (Standort)    | Mietshaus                         | Neurenaissance, 1891 von Heinrich Hilgert; Gruppe mit den ähnlichen Häusern Nr. 20 und 22. | D-1-62-000-2981 | weitere Bilder |
| Isartalstraße 20 (Standort)    | Mietshaus                         | Neurenaissance, 1891 von Heinrich Hilgert; Rückgebäude, ehemaliges Stallgebäude, zweigeschossiger Blankziegelbau von 1883 mit Fachwerkkniestock; Gruppe mit den ähnlichen Häusern Nr. 18 und 22. | D-1-62-000-2982 | weitere Bilder |
| Isartalstraße 22 (Standort)    | Mietshaus                         | Neurenaissance, 1891 von Heinrich Hilgert; Gruppe mit den ähnlichen Häusern Nr. 18 und 20. | D-1-62-000-2983 | weitere Bilder |
| Isartalstraße 24 (Standort)    | Mietshaus                         | Neurenaissance, 1897 von Rosa Barbist | D-1-62-000-2984 | weitere Bilder |
| Isartalstraße 26 (Standort)    | Mietshaus                         | neubarock, 1899–1900 von Georg Müller; Teil einer monumentalen Baugruppe mit Roecklplatz 3 und Ehrengutstraße 20 | D-1-62-000-2985 | weitere Bilder |
| Isartalstraße 28 (Standort)    | Mietshaus                         | neubarock, 1900; Gruppe mit Nr. 30 und 32 | D-1-62-000-2986 | Mietshaus      |
| Isartalstraße 30 (Standort)    | Mietshaus                         | neubarock, 1900 von Georg Müller; bildet den Mittelrisalit einer Baugruppe mit Nr. 28 und 32 | D-1-62-000-2987 | weitere Bilder |
| Isartalstraße 32 (Standort)    | Mietshaus                         | neubarock, 1905 von Georg Müller; Gruppe mit Nr. 28 und 30 | D-1-62-000-2988 | Mietshaus      |
| Isartalstraße 34 (Standort)    | Mietshaus                         | neubarock, 1906 von Emil Kaltenthaler und Ludwig Dinglreiter; Teil einer reich gegliederten Baugruppe mit Nr. 36 und 38 | D-1-62-000-2989 | weitere Bilder |
| Isartalstraße 38 (Standort)    | Mietshaus                         | neubarock, 1906 von Emil Kaltenthaler und Ludwig Dinglreiter; Teil einer reich gegliederten Baugruppe mit Nr. 34 und 36 | D-1-62-000-2991 | weitere Bilder |
| Isartalstraße 42 (Standort)    | Mietshaus                         | neubarock, um 1905; risalitartig betonter Mittelbau einer Baugruppe, die auch die Nr. 44 und ehemals Nr. 40 (jetzt Neubau) umfasste | D-1-62-000-2992 | weitere Bilder |
| Isartalstraße 44 (Standort)    | Mietshaus                         | neubarock, um 1905; Gruppe mit Nr. 42 | D-1-62-000-2993 | weitere Bilder |

### J
| Lage                     | Objekt                       | Beschreibung | Akten-Nr.       | Bild                         |
| ------------------------ | ---------------------------- | --- | --------------- | ---------------------------- |
| Jahnstraße 1 (Standort)  | Mietshaus                    | in spätklassizistischer Tradition, mit Pilastern und sparsamem Stuck, 1876                                                            | D-1-62-000-3047 | weitere Bilder               |
| Jahnstraße 4 (Standort)  | Mietshaus                    | in spätklassizistischer Tradition, reich gegliedert, mit Stuckdekor, 1876 von Johann Grübel                                           | D-1-62-000-3048 | Mietshaus                    |
| Jahnstraße 5 (Standort)  | Mietshaus                    | in spätklassizistischer Tradition, mit Stuckdekor, um 1875                                                                            | D-1-62-000-3049 | Mietshaus                    |
| Jahnstraße 7 (Standort)  | Mietshaus                    | in spätklassizistischer Tradition mit Stuckdekor, um 1875 von Joseph Hönig                                                            | D-1-62-000-3050 | Mietshaus                    |
| Jahnstraße 9 (Standort)  | Mietshaus                    | in spätklassizistischer Tradition, 1876 von M. Fleschhut; bildet mit Nr. 11 und 13 eine Gruppe                                        | D-1-62-000-3051 | Mietshaus                    |
| Jahnstraße 11 (Standort) | Mietshaus                    | in spätklassizistischer Tradition, 1876 von M. Fleschhut; Gruppe mit Nr. 9 und 13                                                     | D-1-62-000-3052 | Mietshaus                    |
| Jahnstraße 13 (Standort) | Mietshaus                    | in spätklassizistischer Tradition, 1876 von M. Fleschhut; mit Marienfigur; Gruppe mit Nr. 9 und 11                                    | D-1-62-000-3053 | weitere Bilder               |
| Jahnstraße 20 (Standort) | Mietshaus                    | deutsche Renaissance, mit Ädikulaportal, 1900 von Hermann Berthold; vereinfacht                                                       | D-1-62-000-3054 | weitere Bilder               |
| Jahnstraße 22 (Standort) | Mietshaus                    | deutsche Renaissance, reich gegliedert und stuckiert, 1900 von Hermann Berthold                                                       | D-1-62-000-3055 | weitere Bilder               |
| Jahnstraße 23 (Standort) | Vorstadthaus                 | in spätklassizistischer Tradition, 1883 von Alois Barbist                                                                             | D-1-62-000-3056 | Vorstadthaus                 |
| Jahnstraße 24 (Standort) | Mietshaus                    | Neurenaissance, Rohbackstein mit Hausteingliederungen, 1888 von Christian Lorentzen.                                                  | D-1-62-000-3057 | Mietshaus                    |
| Jahnstraße 25 (Standort) | Mietshaus                    | Neurenaissance, mit Erkerturm an der abgeschrägten Ecke, 1882 von Alois Barbist; bildet mit Klenzestraße 58 eine symmetrische Gruppe. | D-1-62-000-3058 | weitere Bilder               |
| Jahnstraße 30 (Standort) | Mietshaus                    | neubarock, reich gegliederter und stuckierter Eckbau mit Balkongittern, 1895 von Josef Kampferseck; Gruppe mit Westermühlstraße 10    | D-1-62-000-3059 | weitere Bilder               |
| Jahnstraße 36 (Standort) | Mietshaus                    | Neurenaissance, reich gegliedert, 1887 von Alois Barbist                                                                              | D-1-62-000-3060 | Mietshaus                    |
| Jahnstraße 40 (Standort) | Mietshaus                    | Neurenaissance, 1889 von Simpert Gerstner                                                                                             | D-1-62-000-3061 | Mietshaus                    |
| Jahnstraße 42 (Standort) | Mietshaus                    | Neurenaissance, 1890 von Simpert Gerstner                                                                                             | D-1-62-000-3062 | Mietshaus                    |
| Jahnstraße 45 (Standort) | Eckpavillon Jahn-/Baumstraße | neubarock, 1896 von Heilmann und Littmann; nördlich anschließend mit Kugeln besetzte Mauer und Tor                                    | D-1-62-000-3063 | Eckpavillon Jahn-/Baumstraße |
| Jahnstraße 46 (Standort) | Mietshaus                    | Giebelbau im barockisierenden Jugendstil, 1904                                                                                        | D-1-62-000-3064 | weitere Bilder               |
| Jahnstraße 48 (Standort) | Mietshaus                    | schlicht im barockisierenden Jugendstil, 1908 von Heinrich Stengel und Paul Hofer                                                     | D-1-62-000-3065 | weitere Bilder               |
| Jahnstraße 50 (Standort) | Mietshaus                    | Giebelbau in deutscher Renaissance, 1902 von Jakob Mack d. J.                                                                         | D-1-62-000-3066 | weitere Bilder               |
| Jahnstraße 52 (Standort) | Mietshaus                    | Jugendstil-Eckbau, 1905 von Josef Noll, Fassade von Anton Spenger; schließt sich der Jugendstil-Häuserreihe Am Glockenbach an.        | D-1-62-000-3067 | Mietshaus                    |

### K
| Lage                                | Objekt                       | Beschreibung | Akten-Nr.       | Bild                  |
| ----------------------------------- | ---------------------------- | --- | --------------- | --------------------- |
| Kapuzinerplatz 5 (Standort)         | Thomasbräukeller             | deutsche Renaissance, monumentales Wohnhaus mit gewölbten Gastwirtschaftsräumen im Erdgeschoss, mit Steinerkern, 1892–93 von Hans Grässel; Plastiken von Anton Pruska | D-1-62-000-3215 | weitere Bilder        |
| Kapuzinerstraße 19 (Standort)       | Mietshaus                    | klassizistische Neurenaissance, mit reicher Gliederung, 1872 von Anton Lottmann | D-1-62-000-3216 | weitere Bilder        |
| Kapuzinerstraße 23 (Standort)       | Mietshaus                    | neubarocker Eckbau, mit Erkern und Stuckdekor, 1892 von Alphons Hering | D-1-62-000-3217 | weitere Bilder        |
| Kapuzinerstraße 27/27a (Standort)   | Doppelmietshaus              | stattlicher, malerischer Eckbau in deutscher Renaissance, mit Ziergiebeln, reicher Gliederung und Stuckdekor, 1899–1900 von Georg Dorner | D-1-62-000-3218 | weitere Bilder        |
| Kapuzinerstraße 29 (Standort)       | Mietshaus mit Gastwirtschaft | stattlicher Eckbau, historisierend, 1911 von Georg Dorner, Erker mit Wappendekor | D-1-62-000-3219 | weitere Bilder        |
| Kapuzinerstraße 31 (Standort)       | Mietshaus                    | stattlicher Jugendstil, Eckbau mit drei Erkern, Balkongittern und Stuckdekor, 1907–08 von Johann Grübel und Nikolaus Krämer | D-1-62-000-3220 | weitere Bilder        |
| Kapuzinerstraße 33/35 (Standort)    | Doppelmietshaus              | stattlicher Eckbau in deutscher Renaissance, mit drei Giebeln, 1906 von Heinrich Stengel und Paul Hofer | D-1-62-000-3221 | weitere Bilder        |
| Kapuzinerstraße 36 (Standort)       | Kath. Pfarrkirche St. Anton  | neuromanisch, 1893–95 nach Entwürfen von Ludwig Marckert; mit Ausstattung; die reich gegliederte Eingangsfront flankieren Eisengitter mit Torpfeilern | D-1-62-000-3222 | weitere Bilder        |
| Kapuzinerstraße 37 (Standort)       | Mietshaus                    | deutsche Renaissance, reich gegliedert, mit Mittelgiebel, 1890 nach einem Entwurf von Albin Lincke und Max Littmann | D-1-62-000-3223 | weitere Bilder        |
| Kapuzinerstraße 38 (Standort)       | Kapuzinerkloster St. Anton   | Klostergebäude schlichter Vierflügelbau von 1846 bis 1856, mit spätklassizistischem Portalvorbau. Schmerzhafte Kapelle barocker Rundbau, 1702–03 von Wolfgang Zwerger, mit Laternenkuppel und schlicht romanisierendem Langhaus des mittleren 19. Jahrhunderts von Matthias Berger; an der Ostseite des Klosters; mit Ausstattung; Klostermauer um die Kapelle nördlich und östlich an der Straße (Klosterfriedhof). | D-1-62-000-3224 | weitere Bilder        |
| Kapuzinerstraße 41 (Standort)       | Mietshaus                    | Neurenaissance mit Mansarddach, 1887/88 von Michael Mayer; Gruppe mit Nr. 43. | D-1-62-000-3225 | weitere Bilder        |
| Kapuzinerstraße 43 (Standort)       | Mietshaus                    | Neurenaissance, mit Mansarddach, 1889 von Michael Mayer; Gruppe mit Nr. 41. | D-1-62-000-3226 | weitere Bilder        |
| Kapuzinerstraße 48/50/52 (Standort) | Einheitlicher Wohnhausblock  | barockisierend, 1914 von Paul und Johann Widmann; mit Geyerstraße 19 und 21 und Auenstraße 86 und 88/90 | D-1-62-000-3227 | weitere Bilder        |
| Klenzestraße 16 (Standort)          | Mietshaus                    | spätklassizistisch, 1872, mit Putzgliederung von 1914 | D-1-62-000-3469 | Mietshaus             |
| Klenzestraße 23 (Standort)          | Mietshaus                    | Eckbau in spätklassizistischer Tradition, um 1875 | D-1-62-000-3470 | weitere Bilder        |
| Klenzestraße 24 (Standort)          | Mietshaus                    | 1862 von Franz Kil, siehe Reichenbachstraße 19 ehemals unter der Nummer D-1-62-000-3471 separat aufgeführt | D-1-62-000-5693 | Mietshaus             |
| Klenzestraße 25 (Standort)          | Mietshaus                    | in spätklassizistischer Tradition, mit sparsamem Stuck, 1874 | D-1-62-000-3472 | weitere Bilder        |
| Klenzestraße 32 (Standort)          | Mietshaus                    | in spätklassizistischer Tradition, erbaut 1864 | D-1-62-000-3473 | weitere Bilder        |
| Klenzestraße 38 (Standort)          | Mietshaus                    | in spätklassizistischer Tradition, mit reicher Gliederung, 1864 von Franz Kil; Gruppe mit dem gleichartigen Doppelmietshaus Nr. 40/42 | D-1-62-000-3474 | weitere Bilder        |
| Klenzestraße 40/42 (Standort)       | Doppelmietshaus              | in spätklassizistischer Tradition, mit reicher Gliederung, 1864, wohl von Ludwig Deiglmayr; Gruppe mit dem gleichartigen Haus Nr. 38 | D-1-62-000-3475 | weitere Bilder        |
| Klenzestraße 46 (Standort)          | Mietshaus                    | spätklassizistisch, 1863 von Reinhold Hirschberg | D-1-62-000-3476 | weitere Bilder        |
| Klenzestraße 47 (Standort)          | Mietshaus                    | in spätklassizistischer Tradition, 1864 von M. Leithe | D-1-62-000-3477 | Mietshaus             |
| Klenzestraße 48 (Standort)          | Volksschule                  | Eckbau, 1910 von Robert Rehlen | D-1-62-000-3478 | weitere Bilder        |
| Klenzestraße 49 (Standort)          | Mietshaus                    | in spätklassizistischer Tradition, mit Blendengliederung, 1862 von Joseph Hönig; Einheit mit Eckhaus Fraunhoferstraße 19 | D-1-62-000-3479 | Mietshaus             |
| Klenzestraße 50 (Standort)          | Mietshaus                    | klassizisierender Eckbau, reich gegliedert, 1897 | D-1-62-000-3480 | weitere Bilder        |
| Klenzestraße 52 (Standort)          | Mietshaus                    | in spätklassizistischer Tradition, mit Stuckdekor, 1879 von Michael Reifenstuel d. J. | D-1-62-000-3481 | Mietshaus             |
| Klenzestraße 58 (Standort)          | Mietshaus                    | Neurenaissance, mit Erkerturm an der abgeschrägten Ecke, 1882; bildet eine symmetrische Gruppe mit Jahnstraße 25. | D-1-62-000-3482 | weitere Bilder        |
| Klenzestraße 60/62 (Standort)       | Mietshäuser                  | zu palastartiger Neurenaissancefront mit Seitenrisaliten vereinigt, Rohbackstein mit Hausteingliederungen, 1883 von Franz Rattenhuber | D-1-62-000-3483 | weitere Bilder        |
| Klenzestraße 64 (Standort)          | Mietshaus                    | Neurenaissance, 1884 von Michael Mayer | D-1-62-000-3484 | weitere Bilder        |
| Klenzestraße 68 (Standort)          | Mietshaus                    | Neurenaissance, reich gegliedert, 1884 | D-1-62-000-3485 | weitere Bilder        |
| Klenzestraße 79 (Standort)          | Mietshaus                    | Neurenaissance, reich gegliedert und dekoriert, 1884 von Heinrich Hilgert. | D-1-62-000-3486 | weitere Bilder        |
| Klenzestraße 89 (Standort)          | Mietshaus                    | Neurenaissance, 1885 von Georg Sailer | D-1-62-000-3487 | Mietshaus             |
| Klenzestraße 105 (Standort)         | Mietshaus                    | Neurenaissance-Eckbau, mit Erkern, Balkongittern und plastischem Dekor, Rohbackstein mit Putzgliederungen, bezeichnet 1896. | D-1-62-000-3488 | weitere Bilder        |
| Kohlstraße 3 (Standort)             | Mietshaus                    | Neurenaissance, in Rohbackstein mit Hausteingliederung, 1888 von August Exter und Bruno Specht; Gruppe mit Nr. 5. | D-1-62-000-3565 | Mietshaus             |
| Kohlstraße 5 (Standort)             | Mietshaus                    | Neurenaissance, in Rohbackstein mit Hausteingliederung, 1888 von August Exter und Bruno Specht; etwas vereinfacht; Gruppe mit Nr. 3. | D-1-62-000-3566 | Mietshaus             |
| Kolosseumstraße 3 (Standort)        | Mietshaus                    | spätklassizistischer Eckbau, reich gegliedert, 1876 vom Besitzer Maurermeister August Lütge | D-1-62-000-3578 | Mietshaus             |
| Körnerstraße 1 (Standort)           | Malerisches Mietshaus        | mit Städtischer Säuglings- und Kleinkinderkrippe, deutsche Renaissance, mit Eckerker und reichem Dekor, bezeichnet 1901, von Max Ostenrieder | D-1-62-000-3562 | Malerisches Mietshaus |

### L
| Lage                           | Objekt                 | Beschreibung | Akten-Nr.       | Bild           |
| ------------------------------ | ---------------------- | --- | --------------- | -------------- |
| Lindwurmstraße 15 (Standort)   | Mietshaus              | reiche Neurenaissancefassade, 1883 von Franz Büchold, 1898 aufgestockt | D-1-62-000-3978 | weitere Bilder |
| Lindwurmstraße 17 (Standort)   | Mietshaus in Ecklage   | Neurenaissance, 1881–82 von Franz Kil, Fassadentektur von Jakob Freundorfer, 1913 aufgestockt. | D-1-62-000-3979 | weitere Bilder |
| Lindwurmstraße 21 (Standort)   | Teil eines Mietshauses | Jugendstil, mit Erker, bezeichnet 1910, über Kern von 1831 | D-1-62-000-3980 | weitere Bilder |
| Lindwurmstraße 49 (Standort)   | Mietshaus              | Doppelerkerfront in Neurenaissance-Formen, 1899 von Heilmann und Littmann. | D-1-62-000-3982 | Mietshaus      |
| Lindwurmstraße 51 (Standort)   | Mietshaus              | neubarock, bezeichnet 1896, von Georg Perger | D-1-62-000-3983 | weitere Bilder |
| Lindwurmstraße 55 (Standort)   | Mietshaus              | deutsche Renaissance, mit Erker, 1898 von Müller und Kollmus | D-1-62-000-3984 | Mietshaus      |
| Lindwurmstraße 57 (Standort)   | Mietshaus in Ecklage   | spätklassizistisch-biedermeierlich, 1868, 1885 verändert | D-1-62-000-3985 | weitere Bilder |
| Lindwurmstraße 77 (Standort)   | Mietshaus              | in klassischen Renaissanceformen, 1878–79 von Johann Hubinger | D-1-62-000-3987 | Mietshaus      |
| Lindwurmstraße 113 (Standort)  | Mietshaus              | Giebelhaus in deutscher Renaissance, reich gegliedert, mit Reliefplastik am Erker, 1899 von Feodor Elste.                                                                                            | D-1-62-000-3992 | weitere Bilder |
| Lindwurmstraße 149 (Standort)  | Mietshaus              | Neubarock-Fassade, reich gegliedert, mit Stuckdekor, 1903 von Georg Meister durch Umbau eines 1888–89 errichteten Hauses von Ludwig Marckert.                                                        | D-1-62-000-3995 | Mietshaus      |
| Lindwurmstraße 157 (Standort)  | Mietshaus              | Neurenaissance, 1888 von Franz Koestler und F. Hintsche. | D-1-62-000-3996 | weitere Bilder |
| Lindwurmstraße 157a (Standort) | Mietshaus              | Neurenaissance, 1892 von Alois Barbist | D-1-62-000-3997 | weitere Bilder |
| Lindwurmstraße 159 (Standort)  | Mietshaus              | neubarock, mit Eck-Kuppel, 1894 von Anton Spenger | D-1-62-000-3998 | weitere Bilder |
| Ludwigsbrücke (Standort)       | Ludwigsbrücke          | über beide Isararme, 1934–35 erneuerte Bogenbrücke; an der Westseite drei (ehemals vier) steinerne Pylonen mit Figuren, Feuerschalen und Gedenkinschrift-Tafeln, 1890–92 vom Bildhauer Syrius Eberle | D-1-62-000-4080 | weitere Bilder |

### M
| Lage                                    | Objekt                                | Beschreibung | Akten-Nr.       | Bild                                  |
| --------------------------------------- | ------------------------------------- | --- | --------------- | ------------------------------------- |
| Maistraße 3 (Standort)                  | Mietshaus                             | barockisierender Jugendstil, mit Erker und Balkongittern, 1901 von J. und M. Könyves; bildet mit Nr. 5 eine malerische Gruppe | D-1-62-000-4161 | weitere Bilder                        |
| Maistraße 5 (Standort)                  | Mietshaus                             | barockisierender Jugendstil, mit zwei Erkern, 1901 von J. und M. Könyves; Gruppe mit Nr. 3 | D-1-62-000-4162 | weitere Bilder                        |
| Maistraße 8 (Standort)                  | Mietshaus                             | Neurenaissance, 1895 von Sebastian Rasch | D-1-62-000-4163 | weitere Bilder                        |
| Maistraße 9 (Standort)                  | Mietshaus                             | neuklassizistisch, mit Relief, um 1913–16; zur Frauenklinik (Nr. 11) gehörig | D-1-62-000-4164 | weitere Bilder                        |
| Maistraße 11/19 (Standort)              | Frauenklinik der Universität          | stattlicher, neuklassizistischer Risalitbau, 1913–16 von Theodor Kollmann; bildet mit Nr. 9 und Frauenlobstraße 20 einen Vierflügelkomplex | D-1-62-000-4165 | Frauenklinik der Universität          |
| Maistraße 20 (Standort)                 | Mietshaus                             | neubarock, mit Eckerker und reichem Stuckdekor, 1889 von Franz Hammel | D-1-62-000-4166 | weitere Bilder                        |
| Maistraße 22 (Standort)                 | Mietshaus                             | neubarock, mit Erker und reichem Stuckdekor, 1894 von Emerich Könyves; bildet eine Gruppe mit Ringseisstraße 14 | D-1-62-000-4167 | weitere Bilder                        |
| Maistraße 25 (Standort)                 | Mietshaus                             | Jugendstil, mit Neo-Louis-XVI-Stuckdekor und zwei Erkern, bezeichnet 1908, von Franz Hammel | D-1-62-000-4168 | weitere Bilder                        |
| Maistraße 28 (Standort)                 | Mietshaus                             | Neurenaissance, 1886, 1906 aufgestockt, 1910 erweitert | D-1-62-000-4169 | weitere Bilder                        |
| Maistraße 29 (Standort)                 | Mietshaus                             | neubarock, mit zahlreichen Balkonen, Ziergiebel und Stuckdekor, 1901 von J. und M. Könyves | D-1-62-000-4170 | weitere Bilder                        |
| Maistraße 67 (Standort)                 | Mietshaus                             | in spätklassizistischer Tradition, 1876 von Kaspar Griner | D-1-62-000-4171 | weitere Bilder                        |
| Morassistraße 16 (Standort)             | Mietshaus                             | spätklassizistisch, mit flachen Seitenrisaliten, 1880 erbaut von M. Reifenstuel d. J. | D-1-62-000-4615 | Mietshaus                             |
| Morassistraße 20 (Standort)             | Mietshaus                             | spätklassizistisch, 1877 | D-1-62-000-4616 | Mietshaus                             |
| Müllerstraße 1 (Standort)               | Mietshaus                             | Neurenaissance, mit Erker, um 1890; Gruppe mit Rumfordstraße 2 | D-1-62-000-4633 | Mietshaus                             |
| Müllerstraße 9 (Standort)               | Wohnhaus                              | spätklassizistisch, wohl 2. Viertel 19. Jahrhundert | D-1-62-000-4634 | weitere Bilder                        |
| Müllerstraße 11 (Standort)              | Mietshaus mit Walmdach                | klassizistisch, 1829 von Joseph Höchl | D-1-62-000-4636 | Mietshaus mit Walmdach                |
| Müllerstraße 13 (Standort)              | Kleines, zurückgesetztes Walmdachhaus | klassizistisch, Anfang 19. Jahrhundert | D-1-62-000-4638 | Kleines, zurückgesetztes Walmdachhaus |
| Müllerstraße 15 (Standort)              | Mietshaus                             | schlicht klassizistisch, Anfang 19. Jahrhundert | D-1-62-000-4639 | Mietshaus                             |
| Müllerstraße 23 (Standort)              | Mietshaus                             | klassizistisch, Anfang 19. Jahrhundert; Fassade 1910 neuklassizistisch bereichert | D-1-62-000-4640 | weitere Bilder                        |
| Müllerstraße 33 (Standort)              | Mietshaus                             | spätklassizistisch, mit Lisenen und Stuckdekor, um 1860 | D-1-62-000-4644 | Mietshaus                             |
| Müllerstraße 39 (Standort)              | Eckhaus                               | romanisierend, 1844 von Max Kuppelmayr, Erdgeschossarkaden 1878 von Albert Schmidt erweitert | D-1-62-000-4647 | Eckhaus                               |
| Müllerstraße 40 (Standort)              | Ehemaliges Optisches Institut         | Viergeschossiger, palastartiger Bau mit seitlichen Risaliten, reiche Gliederung in klassizistischen Formen, mittig mit Marienfigur und Büsten Fraunhofers und Utzschneiders, von Josef Höchl, 1829 | D-1-62-000-4648 | weitere Bilder                        |
| Müllerstraße 42 (Standort)              | Wohn- und Geschäftshaus               | Viergeschossiger Putzbau in stark vereinfachten neubarocken Formen, mit westlichem Seitenflügel und Rückgebäude, von Karl Stöhr, 1898; Rückgebäude 1907 durch die Gebrüder Rank aufgestockt | D-1-62-000-4649 | Wohn- und Geschäftshaus               |
| Müllerstraße 44 (Standort)              | Mietshaus                             | Viergeschossiger Halbwalmdachbau mit turmbekröntem Mittelerker, Stuckdekor in neubarocken Formen, mit Rückflügel, von Georg Perger, Fassade von Paul Pfann und Günther Blumentritt, 1896/97 | D-1-62-000-4650 | weitere Bilder                        |
| Müllerstraße 56 (Standort)              | Mietshaus                             | Viergeschossiger Mansarddachbau mit breitem, überhöhtem Mittelteil, zwei mehrgeschossigen Kastenerkern und reicher, dichter Putzgliederung, Jugendstil, von Karl Zeh 1907/08 | D-1-62-000-4651 | weitere Bilder                        |
| Museumsinsel 1; Museumsinsel (Standort) | Deutsches Museum                      | Rund 500 m langer Gruppenbau mit mehreren Höfen: Sammlungsbau im Süden, vierflügelige Anlage mit Mitteltrakt, überdachten Binnenhöfen und vorspringenden elliptischen Mittelpavillon, mit Turm und Observatoriumskuppeln, als Eisenbetonbau in neuklassizistischen Formen, nach Entwürfen von Gabriel von Seidl, vollendet von Emanuel von Seidl und Oswald Eduard Bieber, 1906–25; Bibliotheks- und Saalbau im Norden, in zwei Bauteilen mit vierflügligem Block mit Mitteltrakt um zwei Binnenhöfe als Bibliothek und ehemaliger Kongresssaal als basilikal gruppierter Baukörper, durch Flügel mit Uhrenturm mit dem Sammlungsbau verbunden, als Stahlskelettbau in sachlichen Formen, von German Bestelmeyer, 1929–35; Kraftfahrzeughalle im äußersten Süden als Anbau an den Sammlungsbau, zweigeschossiger Walmdachbau mit großflächig verglaster Pfeilerfassade, von Karl Bäßler, 1936–37; nach Kriegsschäden alle Bauteile bis 1959 in stilistischer Kontinuität wiederhergestellt durch Karl Bäßler; mit Ausstattung. | D-1-62-000-4668 | weitere Bilder                        |

### P
| Lage                           | Objekt    | Beschreibung | Akten-Nr.       | Bild           |
| ------------------------------ | --------- | --- | --------------- | -------------- |
| Pestalozzistraße 8 (Standort)  | Mietshaus | klassizistische Renaissance, reich gegliedert, 1877–78 von Josef Hönig                                                   | D-1-62-000-5220 | weitere Bilder |
| Pestalozzistraße 9 (Standort)  | Mietshaus | Neurenaissance, 1877 von Johann Stoff; bildet mit Nr. 11 eine Einheit.                                                   | D-1-62-000-5221 | weitere Bilder |
| Pestalozzistraße 11 (Standort) | Mietshaus | Neurenaissance, 1877 von Johann Stoff; bildet mit Nr. 9 eine Einheit.                                                    | D-1-62-000-5222 | Mietshaus      |
| Pestalozzistraße 12 (Standort) | Mietshaus | Neurenaissance, 1885 von Carl Wilhelm Warmbach                                                                           | D-1-62-000-5223 | weitere Bilder |
| Pestalozzistraße 14 (Standort) | Mietshaus | Neurenaissance, 1885 von Carl Wilhelm Warmbach                                                                           | D-1-62-000-5224 | Mietshaus      |
| Pestalozzistraße 16 (Standort) | Mietshaus | Eckbau in schlichter Neurenaissance, 1884 von Carl Wilhelm Warmbach, die Aufstockung 1894.                               | D-1-62-000-5225 | Mietshaus      |
| Pestalozzistraße 17 (Standort) | Mietshaus | spätklassizistisch, reich gegliedert, 1875 von Johann Stoff                                                              | D-1-62-000-5226 | weitere Bilder |
| Pestalozzistraße 18 (Standort) | Mietshaus | schlichter, biedermeierlicher Eckbau mit profilierten Fensterrahmungen, 1865 von Franz Kil, Dachausbau und Ecktürme 1900 | D-1-62-000-5227 | Mietshaus      |
| Pestalozzistraße 20 (Standort) | Mietshaus | spätklassizistisch, 1865                                                                                                 | D-1-62-000-5228 | Mietshaus      |
| Pestalozzistraße 25 (Standort) | Mietshaus | Neurenaissance, 1889 von Georg Perger                                                                                    | D-1-62-000-5230 | Mietshaus      |
| Pestalozzistraße 31 (Standort) | Mietshaus | schlichter Jugendstilbau, 1909 von Heilmann und Littmann; vergleiche Holzstraße 28/30                                    | D-1-62-000-5231 | Mietshaus      |
| Pestalozzistraße 32 (Standort) | Mietshaus | 1885–86 von Michael Reifenstuel d. J., vereinfacht                                                                       | D-1-62-000-5232 | Mietshaus      |
| Pestalozzistraße 35 (Standort) | Mietshaus | Eckbau im barockisierenden Jugendstil, 1906 von Eduard Herbert.                                                          | D-1-62-000-5233 | weitere Bilder |
| Pestalozzistraße 36 (Standort) | Mietshaus | Neurenaissance in klassizistischer Tradition, 1886 von Ludwig Deiglmayr.                                                 | D-1-62-000-5234 | Mietshaus      |
| Pestalozzistraße 48 (Standort) | Mietshaus | später Jugendstil, mit zwei Reliefs, 1911 von Lothar Lindemann; Gruppe mit Nr. 50                                        | D-1-62-000-5235 | Mietshaus      |
| Pestalozzistraße 50 (Standort) | Mietshaus | Eckbau im späten Jugendstil, mit sieben Halbkreisreliefs, 1911 von Lothar Lindemann; Gruppe mit Nr. 48                   | D-1-62-000-5236 | weitere Bilder |

### R
| Lage                            | Objekt                                  | Beschreibung | Akten-Nr.       | Bild                                    |
| ------------------------------- | --------------------------------------- | --- | --------------- | --------------------------------------- |
| Reichenbachbrücke (Standort)    | Reichenbachbrücke                       | Mit Naturstein verkleidete Betonbrücke mit vier Bögen über die Isar, 1902–03 von Friedrich von Thiersch, verbreitert und mehrfach saniert, mit zwei allegorischen Liegefiguren an den beiden Brückenköpfen.                   | D-1-62-000-5684 | weitere Bilder                          |
| Reichenbachstraße 10 (Standort) | Mietshaus                               | spätklassizistisch, mit Lisenen, 1862 von Franz Kil | D-1-62-000-5686 | Mietshaus                               |
| Reichenbachstraße 12 (Standort) | Mietshaus                               | schlicht, 1863, vereinfacht | D-1-62-000-5687 | Mietshaus                               |
| Reichenbachstraße 14 (Standort) | Mietshaus                               | spätklassizistisch, 1863 von Johann Lerchmüller | D-1-62-000-5688 | Mietshaus                               |
| Reichenbachstraße 15 (Standort) | Mietshaus                               | 1863 von Franz Kil, später verändert | D-1-62-000-5689 | Mietshaus                               |
| Reichenbachstraße 16 (Standort) | Mietshaus                               | spätklassizistischer Eckbau am Gärtnerplatz, mit Lisenen, 1862 von M. Heuberger | D-1-62-000-5690 | Mietshaus                               |
| Reichenbachstraße 17 (Standort) | Mietshaus                               | 1863 von Franz Kil, Fassade nach 1900 durch Putzdekor bereichert. | D-1-62-000-5691 | Mietshaus                               |
| Reichenbachstraße 18 (Standort) | Mietshaus                               | spätklassizistisch, 1865 von Franz Kil | D-1-62-000-5692 | Mietshaus                               |
| Reichenbachstraße 19 (Standort) | Mietshaus                               | Eckbau auf trapezförmigem Grundriss am Gärtnerplatz, mit Lisenen, 1862 von Franz Kil, die Platzfront 1889 bereichert; mit Klenzestraße 24.                                                                                    | D-1-62-000-5693 | Mietshaus                               |
| Reichenbachstraße 22 (Standort) | Mietshaus                               | spätklassizistisch, reich gegliedert und stuckiert 1864 von M. Heuberger; mit Eisentreppe von 1862; Doppelhaus mit Nr. 24; Sanierung mit Fassadenrekonstruktion 2006/07                                                       | D-1-62-000-8074 | Mietshaus                               |
| Reichenbachstraße 24 (Standort) | Mietshaus                               | spätklassizistisch, reich gegliedert und stuckiert, 1864 von M. Heuberger | D-1-62-000-5695 | Mietshaus                               |
| Reichenbachstraße 27 (Standort) | Synagoge                                | Saalbau mit Empore und eingezogener, erhöhter Ostnische, in Formen des Neuen Bauens, von Gustav Meyerstein, 1931, Wiederherstellung nach Plänen Werner Bürkles und Kurt Motschmann, 1946–48; mit Ausstattung.                 | D-1-62-000-8084 | Synagoge                                |
| Reichenbachstraße 29 (Standort) | Mietshaus                               | schlicht, um 1865, vereinfacht | D-1-62-000-5696 | Mietshaus                               |
| Reichenbachstraße 31 (Standort) | Mietshaus                               | viergeschossiger Traufseitbau, mit rhythmischem Achsenwechsel aus einfachen und gekuppelten Fenstern, 1869, bei der Wiederinstandsetzung nach dem Zweiten Weltkrieg stark vereinfacht; Rückgebäude Baaderstraße 56c zugehörig | D-1-62-000-5697 | Mietshaus                               |
| Reichenbachstraße 32 (Standort) | Mietshaus                               | mit Wechsel von Glatt- und Rauputz, um 1865 | D-1-62-000-5698 | Mietshaus                               |
| Reichenbachstraße 35 (Standort) | Mietshaus                               | mit Lisenen, 1865 von Michael Reifenstuel d. J., vereinfacht | D-1-62-000-5699 | Mietshaus                               |
| Reichenbachstraße 36 (Standort) | Mietshaus                               | schlicht, 1866 von Franz Kil, vereinfacht | D-1-62-000-5700 | Mietshaus                               |
| Reichenbachstraße 37 (Standort) | Mietshaus                               | schlicht, 1869 von Michael Reifenstuel d. J., 1938 vereinfacht | D-1-62-000-5701 | Mietshaus                               |
| Reichenbachstraße 38 (Standort) | Mietshaus                               | schlicht, 1865 | D-1-62-000-5702 | Mietshaus                               |
| Reichenbachstraße 40 (Standort) | Mietshaus                               | schlicht, 1868 von G. Dürr, vereinfacht | D-1-62-000-5703 | Mietshaus                               |
| Reifenstuelstraße 1 (Standort)  | Mietshaus                               | Neurenaissance, mit Stuckdekor, 1897 von Karl Schmidt. | D-1-62-000-5705 | weitere Bilder                          |
| Reifenstuelstraße 6 (Standort)  | Mietshaus                               | deutsche Renaissance, bezeichnet 1901, von Hans Thaler | D-1-62-000-5706 | weitere Bilder                          |
| Reifenstuelstraße 8 (Standort)  | Mietshaus                               | deutsche Renaissance, 1900 von Hans Thaler | D-1-62-000-5707 | Mietshaus                               |
| Reifenstuelstraße 10 (Standort) | Mietshaus                               | deutsche Renaissance, mit Erker, 1900 (bezeichnet) von Rosa Barbist erbaut | D-1-62-000-5708 | weitere Bilder                          |
| Reifenstuelstraße 12 (Standort) | Mietshaus                               | deutsche Renaissance, 1899 von R. Barbist | D-1-62-000-5709 | Mietshaus                               |
| Reifenstuelstraße 14 (Standort) | Mietshaus                               | deutsche Renaissance, mit Erker, 1899 von R. Barbist | D-1-62-000-5710 | Mietshaus                               |
| Reifenstuelstraße 16 (Standort) | Mietshaus                               | Eckbau in deutscher Renaissance, 1899–1900 von Rosa Barbist | D-1-62-000-5711 | Mietshaus                               |
| Reisingerstraße 9 (Standort)    | Mietshaus                               | Neurenaissance, 1878 | D-1-62-000-5713 | Mietshaus                               |
| Reisingerstraße 10 (Standort)   | Städtisches Sozialreferat               | Eckbau, mit sehr reichem plastischem Dekor in den Portalachsen beider Seiten, bezeichnet 1927, vom Architekturbüro des Bayer. Bauvereinskartells (Regierungsbaumeister Stärk).                                                | D-1-62-000-5714 | weitere Bilder                          |
| Ringseisstraße 1 (Standort)     | Mietshaus                               | Neurenaissance, mit Erker, 1885 von J. Schretzmayr und Alphons Hering. | D-1-62-000-5848 | weitere Bilder                          |
| Ringseisstraße 14 (Standort)    | Mietshaus                               | neubarock, mit Eckerker und reichem Stuckdekor, 1895 von Emerich Könyves; Gruppe mit Maistraße 22 | D-1-62-000-5849 | Mietshaus                               |
| Roecklplatz (Standort)          | Roeckl-Brunnen                          | Jugendstil, Schale mit Pfeiler und Gitteraufbau, 1908 von Friedrich Delcroix; in der dreieckigen Anlage in Platzmitte. | D-1-62-000-5864 | weitere Bilder                          |
| Roecklplatz 1 (Standort)        | Grundstück Ecke Isartal-/Ehrengutstraße | straßenseitig begrenzt von neubarocker Mauer mit Kugeln, Torpfeilern und Gittern, 1899 von Emanuel von Seidl; an der Ecke Mariensäule                                                                                         | D-1-62-000-5862 | Grundstück Ecke Isartal-/Ehrengutstraße |
| Roecklplatz 3 (Standort)        | Mietshaus                               | neubarock, 1899–1900 von Georg Müller; bildet den konvexen Mittelrisalit einer reich gegliederten, symmetrischen Gruppe an der Westseite des Platzes; zugehörig die Eckhäuser Isartalstraße 26 und Ehrengutstraße 20          | D-1-62-000-5863 | weitere Bilder                          |
| Rothmundstraße 3 (Standort)     | Mietshaus                               | Neurenaissance, 1896 von Sebastian Rasch | D-1-62-000-5964 | Mietshaus                               |
| Rothmundstraße 6 (Standort)     | Mietshaus                               | neubarock, mit zwei Erkern und (zum Teil figürlichem) Stuckdekor, 1897 von Franz Hammel | D-1-62-000-5965 | weitere Bilder                          |
| Rothmundstraße 8 (Standort)     | Mietshaus                               | neubarock, mit Erker und reichem Stuckdekor, bezeichnet 1897, von Georg Müller | D-1-62-000-5966 | Mietshaus                               |
| Rumfordstraße 2 (Standort)      | Mietshaus                               | Neurenaissance, Rohbackstein mit Resten von Putzgliederung, 1887–88 von Zwisler und Baumeister; Gruppe mit Müllerstraße 1. | D-1-62-000-6005 | weitere Bilder                          |
| Rumfordstraße 6 (Standort)      | Mietshaus                               | Jugendstil, reich gegliedert, mit zwei Erkern, Balkongittern und Ornamentik, 1902–03 von den Gebrüdern Rank. | D-1-62-000-6006 | weitere Bilder                          |
| Rumfordstraße 8 (Standort)      | Mietshaus                               | schlicht, mit Ecklisenen und Hausmadonna an der Ecke, 1861 von Joseph Seybold; vergleiche auch Ensemble Gärtnerplatzviertel                                                                                                   | D-1-62-000-6007 | Mietshaus                               |
| Rumfordstraße 10 (Standort)     | Mietshaus                               | Eckbau am Reichenbachplatz, 1875 von Ludwig Wimmer; vereinfacht. | D-1-62-000-6008 | Mietshaus                               |
| Rumfordstraße 14 (Standort)     | Mietshaus                               | in klassizistischer Tradition, 1875 von Johann Grimm | D-1-62-000-6009 | Mietshaus                               |
| Rumfordstraße 16 (Standort)     | Mietshaus                               | in klassizistischer Tradition, 1875 von Johann Grimm | D-1-62-000-6010 | Mietshaus                               |
| Rumfordstraße 18 (Standort)     | Mietshaus                               | in klassizistischer Tradition, mit reicher Gliederung und Stuckdekor, 1876 von Johann Schmid, Fassadenpreisträger 2005 | D-1-62-000-6011 | Mietshaus                               |
| Rumfordstraße 28 (Standort)     | Mietshaus                               | Neurenaissance, reich gegliedert, 1876 wohl von Johann Dietz. | D-1-62-000-6015 | Mietshaus                               |
| Rumfordstraße 30 (Standort)     | Mietshaus                               | Eckbau in klassizistischer Tradition, 1876 | D-1-62-000-6017 | Mietshaus                               |
| Rumfordstraße 34 (Standort)     | Geschäftshaus                           | Neurenaissance, mit Risaliten, Rohbackstein und Naturstein, 1889–90 von Georg Meister. | D-1-62-000-6019 | Geschäftshaus                           |
| Rumfordstraße 36/38 (Standort)  | Mietshaus                               | breite Doppelerkerfront in deutscher Renaissance, mit prächtigem Portal, bezeichnet 1895, von Max Albrecht | D-1-62-000-6020 | Mietshaus                               |
| Rumfordstraße 42 (Standort)     | Mietshaus                               | Doppelerkerhaus in deutscher Renaissance, mit plastischem Dekor, 1898 von Rosa Barbist. | D-1-62-000-6023 | Mietshaus                               |
| Rumfordstraße 46 (Standort)     | Mietshaus                               | Neurenaissance in Rohbackstein und Sandstein, mit Erker, 1893 von Heinrich Hilgert. | D-1-62-000-6025 | Mietshaus                               |
| Rumfordstraße 48 (Standort)     | Mietshaus                               | Neurenaissance, reich gegliedert in verschiedenfarbigem Backstein, mit Eisenbalkonen, 1892 von Heilmann und Littmann. | D-1-62-000-6026 | Mietshaus                               |
| Ruppertstraße 10 (Standort)     | Mietshaus                               | Neurenaissance, 1889 von Johann Grimm; bildet mit Nr. 12 eine symmetrische Gruppe. | D-1-62-000-6028 | Mietshaus                               |
| Ruppertstraße 12 (Standort)     | Mietshaus                               | Neurenaissance, 1889 von Johann Grimm; bildet mit Nr. 10 eine symmetrische Gruppe. | D-1-62-000-6029 | Mietshaus                               |
| Ruppertstraße 14 (Standort)     | Mietshaus                               | Neurenaissance, 1887–88 von Jakob Freundorfer | D-1-62-000-6030 | Mietshaus                               |
| Ruppertstraße 32 (Standort)     | Mietshaus                               | Neurenaissance, Rohbackstein mit Putzgliederungen und Erker, 1893–94 von Hans Hilgert; bildet mit dem gleichartigen Haus Nr. 34 eine Gruppe.                                                                                  | D-1-62-000-6031 | Mietshaus                               |
| Ruppertstraße 34 (Standort)     | Mietshaus                               | Neurenaissance, Rohbackstein mit Putzgliederungen und Erker, um 1894 von Hans Hilgert; bildet mit dem gleichartigen Haus Nr. 32 eine Gruppe.                                                                                  | D-1-62-000-6032 | Mietshaus                               |

### S
| Lage                          | Objekt                            | Beschreibung | Akten-Nr.       | Bild           |
| ----------------------------- | --------------------------------- | --- | --------------- | -------------- |
| Schmellerstraße 9 (Standort)  | Mietshaus                         | Neurenaissance, 1889 von Johann Himpsl | D-1-62-000-6242 | weitere Bilder |
| Schmellerstraße 15 (Standort) | Mietshaus                         | Neurenaissance, mit Putzrustika und Zierfriesen, 1888–89 von Karl Schmidt. | D-1-62-000-6243 | weitere Bilder |
| Schmellerstraße 19 (Standort) | Mietshaus                         | Neurenaissance, 1889 | D-1-62-000-6244 | Mietshaus      |
| Schmellerstraße 21 (Standort) | Mietshaus                         | Neurenaissance, 1889 | D-1-62-000-6245 | Mietshaus      |
| Schmellerstraße 24 (Standort) | Mietshaus                         | Neurenaissance, 1891 von Wilhelm Schmid | D-1-62-000-6246 | weitere Bilder |
| Schmellerstraße 25 (Standort) | Mietshaus                         | Neurenaissance, 1888 | D-1-62-000-6247 | Mietshaus      |
| Schmellerstraße 30 (Standort) | Mietshaus                         | Neurenaissance, 1889 von Anton Spenger | D-1-62-000-6248 | weitere Bilder |
| Schmellerstraße 34 (Standort) | Mietshaus                         | Neurenaissance, 1886 | D-1-62-000-6249 | Mietshaus      |
| Stephansplatz 1 (Standort)    | Mietshaus                         | schlichter Eckbau, Neurenaissance, um 1884 von Carl Wilhelm Warmbach; östlicher Abschluss des Platzes | D-1-62-000-6668 | Mietshaus      |
| Stephansplatz 2 (Standort)    | Kath. Friedhofskirche St. Stephan | Frühbarockbau mit Dachreiter, 1674–77 wohl von Georg Zwerger; mit Ausstattung; die nördliche Längsseite flankieren je zwei klassizistische Torpfeiler als Zugänge zum Südlichen Friedhof (siehe Thalkirchner Straße 17). Zwei neuromanische Grabdenkmäler auf dem Rasenstück zwischen Kirche und Pestalozzistraße 18. | D-1-62-000-6669 | weitere Bilder |

### T
| Lage                                                                      | Objekt                                                                                   | Beschreibung | Akten-Nr.       | Bild                                                  |
| ------------------------------------------------------------------------- | ---------------------------------------------------------------------------------------- | --- | --------------- | ----------------------------------------------------- |
| Thalkirchner Straße 5 (Standort)                                          | Mietshaus                                                                                | schlicht spätklassizistisch, 1851 | D-1-62-000-6813 | Mietshaus                                             |
| Thalkirchner Straße 7 (Standort)                                          | Mietshaus                                                                                | im Übergangsstil von Spätgotik zu Renaissance, erbaut vom Besitzer, Architekt Emerich Könyves; reich mit steinernen Skulpturen und Reliefs (bezeichnet A. Kaindl 1897) dekoriert | D-1-62-000-6814 | Mietshaus                                             |
| Thalkirchner Straße 11 (Standort)                                         | Mietshaus                                                                                | stattliches Doppelhaus in Ecklage am Stephansplatz, reich stuckiert, in deutscher Renaissance mit Eckerkern und Giebeln, 1899 von Max Ostenrieder; mit Stephansplatz 3 | D-1-62-000-6815 | Mietshaus                                             |
| Thalkirchner Straße 14 (Standort)                                         | Mietshaus                                                                                | neubarock, stuckierte Doppelerkerfassade, 1899 von Rosa Barbist | D-1-62-000-6816 | Mietshaus                                             |
| Thalkirchner Straße 17 (Standort)                                         | Südlicher Friedhof                                                                       | Bestehend seit dem 16. Jahrhundert zweiteilige Anlage: 1) Im Norden der langgestreckte Alte Südliche Friedhof, seit 1788 Hauptfriedhof der Stadt, durch Gustav Vorherr um 1820/30 erweitert und im Süden halbkreisförmig abgeschlossen. Die umgebende, niedrige Mauer stark erneuert. Nordportale siehe Stephansplatz 2 (St. Stephan). 2) Im Süden der fast quadratische Neue Südliche Friedhof, 1844–50 von Friedrich von Gärtner, umgeben von hoher Rohbacksteinmauer mit Blendengliederung an der Außenseite; die innen vorgelegten Arkadengänge zerstört. Am Nordende zwischen Altem und Neuem Friedhof gewölbte Pfeilerhalle von Gärtner. Zahlreiche Gräber von Bedeutung, verzeichnet bei Max Josef Hufnagel, Berühmte Tote im Südlichen Friedhof zu München (1969). | D-1-62-000-6817 | weitere Bilder                                        |
| Thalkirchner Straße 21 (Standort)                                         | Mietshaus                                                                                | schlichte Neurenaissance, um 1874 von Friedrich Meyer | D-1-62-000-6818 | Mietshaus                                             |
| Thalkirchner Straße 36 (Standort)                                         | Pathologisches Institut der Universität                                                  | neuklassizistischer, palastartiger Dreiflügelbau mit Säulenhalle im Süden und plastisch ausgestaltetem Portal im Osten, 1927–29 von Theodor Kollmann | D-1-62-000-6819 | weitere Bilder                                        |
| Thalkirchner Straße 48 (Standort)                                         | Dermatologische Klinik/Städtisches Krankenhaus                                           | langgestreckter Monumentalbau mit Risaliten, Erkern und Gurtgesimsen, 1926–28 von Richard Schachner und Hans Grässel | D-1-62-000-6820 | weitere Bilder                                        |
| Thalkirchner Straße 54/56/58 (Standort)                                   | Verwaltungsgebäude für Arbeiterangelegenheiten                                           | neubarocker Gruppenbau, 1912–13 von Hans Grässel; Brunnen im Vorhof; saniert und als Wohngebäude umgebaut durch Philippe Starck | D-1-62-000-6821 | weitere Bilder                                        |
| Thalkirchner Straße 61 (Standort)                                         | Mietshaus                                                                                | schlichte Neurenaissance, zum Teil mit Stuckdekor an den Verdachungen, 1874 | D-1-62-000-6822 | Mietshaus                                             |
| Thalkirchner Straße 80 (Standort)                                         | Mietshaus                                                                                | Neurenaissance, 1879 von Kaspar Griner; einheitlicher Block mit Nr. 82, Fassadenpreisträger 2004. | D-1-62-000-6823 | Mietshaus                                             |
| Thalkirchner Straße 82 (Standort)                                         | Mietshaus                                                                                | Neurenaissance, 1879 von Kaspar Griner; einheitlicher Block mit Nr. 80 ehemals unter der Nummer D-1-62-000-6825 separat aufgeführt | D-1-62-000-6823 | Mietshaus                                             |
| Thalkirchner Straße 96/98/100, Zenettistraße 10c (Standort)               | Schweineschlachthalle des Schlachthofes und ehemaliges Städtisches Brause- und Wannenbad | neuklassizistischer Klinkerbau, Hauptfront mit Seitenrisaliten, Eingangsvorbau und Dachreiter, 1912–13 von Adolf Schwiening und Richard Schachner | D-1-62-000-7718 | weitere Bilder                                        |
| Thalkirchner Straße 110 (Standort)                                        | Kanalwärterhaus                                                                          | Ehemaliges Kanalwärterbetriebs- und Wohnhaus, zweigeschossiger Walmdachbau, Rohbacksteinbau unter Einbeziehung von Teilen der Einfriedung, um 1925 | D-1-62-000-7718 | Kanalwärterhaus                                       |
| Thalkirchner Straße 112 (Standort)                                        | Mietshaus                                                                                | Neurenaissance-Rohbacksteinbau, bezeichnet 1904 | D-1-62-000-7718 | Mietshaus                                             |
| Tumblingerstraße 2 (Standort)                                             | Mietshaus                                                                                | Neurenaissance-Eckbau, 1895 von Josef Schrank; Gruppe mit Waltherstraße 11. | D-1-62-000-7048 | Mietshaus                                             |
| Tumblingerstraße 5 (Standort)                                             | Mietshaus                                                                                | Neurenaissance, 1888 | D-1-62-000-7049 | Mietshaus                                             |
| Tumblingerstraße 6 (Standort)                                             | Volksschule                                                                              | Neurenaissance, 1889–91 von Friedrich Löwel und Hartwig Eggers. | D-1-62-000-7050 | weitere Bilder                                        |
| Tumblingerstraße 10 (Standort)                                            | Mietshaus                                                                                | Neurenaissance, reich gegliedert, 1888 von R. Praun. | D-1-62-000-7051 | weitere Bilder                                        |
| Tumblingerstraße 12 (Standort)                                            | Mietshaus                                                                                | Neurenaissance, 1888 von Wolfgang Schreiner. | D-1-62-000-7052 | Mietshaus                                             |
| Tumblingerstraße 14 (Standort)                                            | Mietshaus                                                                                | Neurenaissance, 1887 von Wolfgang Schreiner. | D-1-62-000-7053 | Mietshaus                                             |
| Tumblingerstraße 15 (Standort)                                            | Mietshaus                                                                                | Neurenaissance, mit Reliefbüste über dem Portal, 1889 von Wolfgang Schreiner; Gruppe mit Nr. 17. | D-1-62-000-7054 | Mietshaus                                             |
| Tumblingerstraße 17 (Standort)                                            | Mietshaus                                                                                | Neurenaissance, 1889 von Wolfgang Schreiner; Gruppe mit Nr. 15. | D-1-62-000-7055 | Mietshaus                                             |
| Tumblingerstraße 19 (Standort)                                            | Mietshaus                                                                                | Neurenaissance, 1889 von Joseph Pasch | D-1-62-000-7056 | Mietshaus                                             |
| Tumblingerstraße 22 (Standort)                                            | Mietshaus                                                                                | Neurenaissance-Eckbau, Rohbackstein mit Putzgliederungen und Erker, 1886 von Wolfgang Schreiner. | D-1-62-000-7057 | weitere Bilder                                        |
| Tumblingerstraße 26 (Standort)                                            | Mietshaus                                                                                | schlicht, in spätklassizistischer Tradition, 1877 von M. Fleschhut; stattlicher Block mit Nr. 28 und 30 | D-1-62-000-7058 | Mietshaus                                             |
| Tumblingerstraße 27 und 29 (Standort)                                     | Zwei Eckbauten der ehemaligen Großvieh-Winterstallung                                    | jeweils dreigeschossige Walmdachbauten, Rohbacksteinbau mit Lisenengliederung, von Arnold Zenetti, 1876–78, die Aufstockung mit Natursteingliederung, steilem Dach und Gauben, um 1925 | D-1-62-000-7718 | Zwei Eckbauten der ehemaligen Großvieh-Winterstallung |
| Tumblingerstraße 28 (Standort)                                            | Mietshaus                                                                                | schlicht, in spätklassizistischer Tradition, 1877 von M. Fleschhut; stattlicher Block mit Nr. 26 und 30 | D-1-62-000-7059 | Mietshaus                                             |
| Tumblingerstraße 29; Thalkirchner Straße 110; Zenettistraße 13 (Standort) | Reste der ehemaligen Einfriedung                                                         | Backsteinmauer mit Eisengitter und Tor nahe der Gaststätte und Mauer mit überhöhten Pfeilern entlang des Bahngleises und vorgelagert schmiedeeiserner Zaun im Süden sowie Mauer beim ehemaliges Kassengebäude, 1876–78. | D-1-62-000-7718 | Reste der ehemaligen Einfriedung                      |
| Tumblingerstraße 30 (Standort)                                            | Mietshaus                                                                                | schlicht, in spätklassizistischer Tradition, 1877 von M. Fleschhut; stattlicher Block mit Nr. 26 und 28 | D-1-62-000-7060 | Mietshaus                                             |
| Tumblingerstraße 32 (Standort)                                            | Mietshaus                                                                                | Neurenaissance, reich gegliedert, 1885 von Johann Grübel. | D-1-62-000-7061 | Mietshaus                                             |
| Tumblingerstraße 36 (Standort)                                            | Doppelmietshaus mit Nr. 38                                                               | neubarock, 1895 von Alois Barbist | D-1-62-000-7062 | Doppelmietshaus mit Nr. 38                            |
| Tumblingerstraße 38 (Standort)                                            | Doppelmietshaus mit Nr. 36                                                               | neubarock, 1895 von Alois Barbist | D-1-62-000-7063 | Doppelmietshaus mit Nr. 36                            |
| Tumblingerstraße 40 (Standort)                                            | Mietshaus                                                                                | neubarock mit Erker, 1896 | D-1-62-000-7064 | weitere Bilder                                        |
| Tumblingerstraße 48 (Standort)                                            | Mietshaus                                                                                | Neurenaissance, 1884 von Ch. Hörger | D-1-62-000-7065 | Mietshaus                                             |
| Tumblingerstraße 50 (Standort)                                            | Mietshaus                                                                                | Neurenaissance, 1885 von Jakob Baudrexel; Gruppe mit Nr. 52 | D-1-62-000-7066 | Mietshaus                                             |
| Tumblingerstraße 52 (Standort)                                            | Mietshaus                                                                                | Neurenaissance, mit Eckturm, 1885 von Jakob Baudrexel; Südseite vereinfacht; Gruppe mit Nr. 50. | D-1-62-000-7067 | weitere Bilder                                        |

### W
| Lage                              | Objekt                         | Beschreibung | Akten-Nr.       | Bild           |
| --------------------------------- | ------------------------------ | --- | --------------- | -------------- |
| Waltherstraße 10 (Standort)       | Mietshaus                      | schlichte deutsche Renaissance, mit Eckerker, 1891 von Albin Lincke und Max Littmann | D-1-62-000-7328 | Mietshaus      |
| Waltherstraße 11 (Standort)       | Mietshaus                      | Eckbau in deutscher Renaissance, mit drei Erkern, 1895; Gruppe mit Tumblingerstraße 2. | D-1-62-000-7329 | Mietshaus      |
| Waltherstraße 12 (Standort)       | Mietshaus                      | neubarock, mit zwei Erkern und aufwendigem Portal, 1889 von Ludwig Marckert | D-1-62-000-7330 | Mietshaus      |
| Waltherstraße 15 (Standort)       | Mietshaus                      | neubarock, reich gegliedert und stuckiert, 1895 von Josef Schrank | D-1-62-000-7331 | weitere Bilder |
| Waltherstraße 18 (Standort)       | Mietshaus                      | viergeschossiger Traufseitbau mit Fassadengliederung im Stil der Neurenaissance, 1892 von Alois Barbist; vergleiche Nr. 20                                                                                     | D-1-62-000-9851 | Mietshaus      |
| Waltherstraße 19 (Standort)       | Mietshaus                      | neubarock, mit Eckerker, reich gegliedert und stuckiert, 1895 von Alois Barbist | D-1-62-000-7333 | Mietshaus      |
| Waltherstraße 20 (Standort)       | Mietshaus                      | Neurenaissance, 1892 von Alois Barbist; vergleiche Nr. 18 | D-1-62-000-7334 | weitere Bilder |
| Waltherstraße 28 (Standort)       | Mietshaus                      | Neurenaissance, mit Eckerker und Stuck, 1893, Fassadenpreisträger 2005. | D-1-62-000-7335 | Mietshaus      |
| Waltherstraße 29 (Standort)       | Mietshaus                      | deutsche Renaissance, mit Eckerker, 1894 von August Brüchle | D-1-62-000-7336 | weitere Bilder |
| Westermühlstraße 3 (Standort)     | Mietshaus                      | Neurenaissance, mit Erker, im Kern 1882 | D-1-62-000-7477 | Mietshaus      |
| Westermühlstraße 4 (Standort)     | Mietshaus                      | neubarock, reich gegliedert, mit Stuckdekor, 1898 von Michael Mayer; Gruppe mit Nr. 6 | D-1-62-000-7478 | weitere Bilder |
| Westermühlstraße 5 (Standort)     | Mietshaus                      | schlicht, im Kern 1882, Jugendstil-Erkerfassade 1908 | D-1-62-000-7479 | Mietshaus      |
| Westermühlstraße 6 (Standort)     | Mietshaus                      | neubarock, 1898 von Michael Mayer; Gruppe mit Nr. 4 | D-1-62-000-7480 | Mietshaus      |
| Westermühlstraße 7 (Standort)     | Mietshaus                      | schlicht, im Kern 1882 | D-1-62-000-7481 | Mietshaus      |
| Westermühlstraße 10 (Standort)    | Mietshaus                      | neubarock, reich gegliedert und stuckiert, 1894 von Josef Kampferseck; ähnlich dem anschließenden Eckhaus Jahnstraße 30                                                                                        | D-1-62-000-7482 | Mietshaus      |
| Westermühlstraße 20 (Standort)    | Mietshaus                      | Neurenaissance, reich gegliedert und stuckiert, 1886 von Heinrich Hilgert. | D-1-62-000-7483 | Mietshaus      |
| Westermühlstraße 21 (Standort)    | Mietshaus                      | Neurenaissance, mit reicher Gliederung und Stuckdekor (u. a. Reiterrelief), 1889 von Karl Schmidt. | D-1-62-000-7484 | weitere Bilder |
| Westermühlstraße 23 (Standort)    | Mietshaus                      | Neurenaissance, 1888 von Karl Schmidt | D-1-62-000-7485 | Mietshaus      |
| Westermühlstraße 24 (Standort)    | Mietshaus                      | Neurenaissance, 1887 von Leonhard Walch | D-1-62-000-7486 | Mietshaus      |
| Westermühlstraße 26 (Standort)    | Mietshaus                      | Neurenaissance in klassizistischer Tradition, 1887 von Michael Mayer; Gruppe mit dem gleichartigen Haus Nr. 28.                                                                                                | D-1-62-000-7487 | Mietshaus      |
| Westermühlstraße 28 (Standort)    | Mietshaus                      | Neurenaissance in klassizistischer Tradition, 1887 von Michael Mayer; Gruppe mit dem gleichartigen Haus Nr. 26.                                                                                                | D-1-62-000-7488 | Mietshaus      |
| Westermühlstraße 37 (Standort)    | Mietshaus                      | Neurenaissance in klassizistischer Tradition, 1886. | D-1-62-000-7489 | Mietshaus      |
| Westermühlstraße 41 (Standort)    | Mietshaus                      | palastartige Neurenaissancefront, reich gegliedert, 1890 | D-1-62-000-7490 | weitere Bilder |
| Wittelsbacherbrücke (Standort)    | Wittelsbacherbrücke            | Vierbogige, mit Naturstein verkleidete Betonbrücke mit Jugendstilgeländer, 1904–05 von Theodor Fischer; am westlichen Brückenpfeiler steinerner Pylon mit Reiterfigur Ottos von Wittelsbach, von Georg Wrba.   | D-1-62-000-7623 | weitere Bilder |
| Wittelsbacherstraße 2 (Standort)  | Kath. Pfarrhaus St. Maximilian | neubarocker Eckbau mit Putzgliederung und stuckierten Giebeln, 1901–02 von Heinrich von Schmidt | D-1-62-000-7628 | weitere Bilder |
| Wittelsbacherstraße 3 (Standort)  | Mietshaus                      | Neurenaissance, sehr reich gegliedert und dekoriert, mit drei Erkern, 1889–90 von Philipp Adam, Fassadenpreisträger 2004.                                                                                      | D-1-62-000-7629 | weitere Bilder |
| Wittelsbacherstraße 5 (Standort)  | Mietshaus                      | deutsche Renaissance, mit Jugendstil-Balkongeländern, 1890 von Philipp Adam; vereinfacht | D-1-62-000-7630 | weitere Bilder |
| Wittelsbacherstraße 6 (Standort)  | Mietshaus                      | Deutsche Renaissance, mit Erker, reicher Putzgliederung und Masken, 1889–90 von Felix Rose | D-1-62-000-7631 | weitere Bilder |
| Wittelsbacherstraße 10 (Standort) | Volksschule                    | palastartiger Risalitbau in nordischer Renaissance mit prächtiger Portalzone, bezeichnet 1888, von Hartwig Eggers, mit Flügelanbauten von 1900. Dahinter an der Auenstraße Eisengitterzaun mit Rustikapfeilern | D-1-62-000-7632 | weitere Bilder |
| Wittelsbacherstraße 13 (Standort) | Mietshaus                      | deutsche Renaissance, mit Erkern und prächtigem Portal, bezeichnet 1897, von Benedikt Beggel; vereinfacht | D-1-62-000-7633 | weitere Bilder |
| Wittelsbacherstraße 14 (Standort) | Mietshaus                      | deutsche Renaissance, mit Giebeln und Eckerkern, 1897–98 von Benedikt Beggel | D-1-62-000-7634 | weitere Bilder |
| Wittelsbacherstraße 15 (Standort) | Mietshaus                      | Neurenaissance-Eckbau am Baldeplatz, mit Erkern, Rohbackstein mit Putzgliederungen, Plan 1889 von P. W. Fitzky; Dachzone vormals mit Ecktürmchen, 1954 aufgestockt.                                            | D-1-62-000-7635 | weitere Bilder |
| Wittelsbacherstraße 16 (Standort) | Mietshaus                      | Neurenaissance-Eckbau am Baldeplatz, mit Erkern, an der Südostecke Loggien, 1891 von Anton Schneider; vereinfacht.                                                                                             | D-1-62-000-7636 | weitere Bilder |
| Wittelsbacherstraße 17 (Standort) | Doppelhausblock mit Nr. 18     | deutsche Renaissance, mit Erkern, 1899 von Hessemer und Schmidt | D-1-62-000-7637 | weitere Bilder |
| Wittelsbacherstraße 18 (Standort) | Doppelhausblock mit Nr. 17     | deutsche Renaissance, mit Erkern, 1899 von Hessemer und Schmidt | D-1-62-000-7638 | weitere Bilder |
| Wittelsbacherstraße 19 (Standort) | Mietshaus                      | Neurenaissance, mit Erkern und Stuckdekor, 1898 von Georg Müller. | D-1-62-000-7639 | weitere Bilder |
| Wittelsbacherstraße 20 (Standort) | Mietshaus                      | repräsentativer Neurenaissance-Eckbau, reich gegliedert und dekoriert, 1895–97 von Albin Lincke und Carl Vent; bildet eine Einheit mit Auenstraße 37                                                           | D-1-62-000-7640 | weitere Bilder |

### Z
| Lage                              | Objekt                                                           | Beschreibung | Akten-Nr.                | Bild                                                             |
| --------------------------------- | ---------------------------------------------------------------- | --- | ------------------------ | ---------------------------------------------------------------- |
| Zenettistraße 9 (Standort)        | Gaststätte des Städtischen Schlacht- und Viehhofs                | Neurenaissance-Rohbacksteinbau, 1876–78 von Arnold Zenetti. Dahinter Rest einer Backsteinmauer mit Eisengitter und Tor. | D-1-62-000-7718          | Gaststätte des Städtischen Schlacht- und Viehhofs                |
| Zenettistraße 10 (Standort)       | Torwarthaus des Schlacht- und Viehhofes                          | kleiner Rohbacksteinbau mit Lisenengliederung, Stichbogenfenstern, schiefergedecktem Walmdach und Türmchen, 1876–78 von Arnold Zenetti | D-1-62-000-7718          | Torwarthaus des Schlacht- und Viehhofes                          |
| Zenettistraße 12 (Standort)       | Ehemaliges Kassengebäude des Städtischen Schlacht- und Viehhofes | Neurenaissance-Rohbacksteinbau, 1876–78 von Arnold Zenetti; mit Gedenktafel an die Erbauung des Schlacht- und Viehhofes durch Arnold Zenetti 1876–78. | D-1-62-000-7718          | Ehemaliges Kassengebäude des Städtischen Schlacht- und Viehhofes |
| Zenettistraße 15/17/19 (Standort) | Viehmarktbank                                                    | barockisierender Rohbacksteinbau mit Hausteingliederung, 1913–14 von Adolf Schwiening und Richard Schachner | D-1-62-000-7718          | Viehmarktbank                                                    |
| Zenettistraße 21 (Standort)       | Bürogebäude des Viehhofes                                        | barockisierender Rohbacksteinbau mit Hausteingliederung, um 1925 | D-1-62-000-7718          | Bürogebäude des Viehhofes                                        |
| Zenettistraße 25 (Standort)       | Mietshaus                                                        | Neurenaissance, 1888; Block mit Nr. 27 | D-1-62-000-7722          | Mietshaus                                                        |
| Zenettistraße 27 (Standort)       | Mietshaus                                                        | Neurenaissance, um 1888 von Kaspar Griner; Block mit Nr. 25 | D-1-62-000-7723          | Mietshaus                                                        |
| Zenettistraße 29 (Standort)       | Mietshaus                                                        | Neurenaissance, 1888 von Johann Thomas; Block mit Nr. 31 | D-1-62-000-7724          | Mietshaus                                                        |
| Zenettistraße 31 (Standort)       | Mietshaus                                                        | Neurenaissance-Eckbau, 1888 von Johann Thomas; Block mit Nr. 29 | D-1-62-000-7725          | Mietshaus                                                        |
| Zenettistraße 32 (Standort)       | Mietshaus                                                        | Neurenaissance, reich gegliedert, 1889 von Alois Barbist | D-1-62-000-7726          | Mietshaus                                                        |
| Zenettistraße 33 (Standort)       | Mietshaus                                                        | Neurenaissance-Eckbau, 1888 von Anton Lottermann; Block mit Nr. 35 | D-1-62-000-7727          | Mietshaus                                                        |
| Zenettistraße 35 (Standort)       | Mietshaus                                                        | Neurenaissance, 1888 von Anton Lottermann; Block mit Nr. 33 | D-1-62-000-7728          | Mietshaus                                                        |
| Zenettistraße 44 (Standort)       | Kath. Pfarrkirche St. Andreas                                    | schlichter Satteldachbau mit hohem Turm, in zeitgenössisch-modernen Formen, von Ernst Maria Lang, 1952/53; mit Ausstattung | D-1-62-000-9391 Wikidata | weitere Bilder                                                   |
| Zenneckbrücke (Standort)          | Zenneckbrücke                                                    | Betonbrücke mit Stahl-Balustergeländer, 1924–25 von August Blössner; vergleiche Boschbrücke. | D-1-62-000-7729 Wikidata | weitere Bilder                                                   |
| Zweibrückenstraße 8 (Standort)    | Mietshaus                                                        | deutsche Renaissance, mit Doppelgiebel, skulptiertem Steinerker und Wandmalerei, bezeichnet 1903, von Hans Hartl | D-1-62-000-7788 Wikidata | weitere Bilder                                                   |
| Zweibrückenstraße 10 (Standort)   | Mietshaus                                                        | neubarock, 1892–93 von Hugo Dreier | D-1-62-000-7789          | weitere Bilder                                                   |
| Zweibrückenstraße 12 (Standort)   | Deutsches Patent- und (seit 1998) Markenamt                      | Städtebaulich markante, zur Isar hin ausgerichtete Gebäudegruppe, bestehend aus dem Scheibenhochhaus entlang der Erhardtstraße mit der ihm vorgelagerten flachen Patentauslegehalle, sowie dem blockhaft geschlossenen Atriumbau an der Zweibrückenstraße, 1953–59 nach Plänen von Franz Hart und Georg Hellmuth Winkler in drei Bauabschnitten errichtet; charakteristischer Konstruktions- und Materialwechsel von massiven Ziegel-Lochfassaden (Atriumbau), Ziegelausfachung einer feingliedrigen Stahlbetonkonstruktion (Hochhaus) und Natursteinverkleidung (Auslegehalle); Gliederung der Innenhoffassaden durch farbig behandelte Putzflächen; mit Ausstattung; Supraporte mit Schlangenrelief aus Basaltlava, am Hofeingang Zweibrückenstraße, sowie Brunnen aus Nagelfluh, im Innenhof, von Fritz Koenig; Freiflächen, von Gartenarchitekt Ludwig Roemer; Generalsanierung 1991–2001; mit Erhardtstraße 38 und Morassistraße 1. | D-1-62-000-8013          | weitere Bilder                                                   |

## Ehemalige Baudenkmäler
In diesem Abschnitt sind Objekte aufgeführt, die früher einmal in der Denkmalliste eingetragen waren, jetzt aber nicht mehr. Objekte, die in anderem Zusammenhang – also z. B. als Teil eines Baudenkmals – weiter eingetragen sind, sollen hier nicht aufgeführt werden. Aktennummern in diesem Abschnitt sind ehemalige, jetzt nicht mehr gültige Aktennummern.

| Lage                            | Objekt                           | Beschreibung | Akten-Nr.       | Bild           |
| ------------------------------- | -------------------------------- | --- | --------------- | -------------- |
| Corneliusstraße 18 (Standort)   | Mietshaus                        | schlicht, 1865; 2008 aus der Denkmalliste gestrichen, da anschaulich nicht mehr erhalten | D-1-62-000-1124 | Mietshaus      |
| Fliegenstraße 18 (Standort)     | Rückgebäude von Fliegenstraße 16 | 1949 in veränderter Form wiederaufgebaut; 2000 aus der Denkmalliste gestrichen |                 | BW             |
| Geyerstraße 13 (Standort)       | Mietshaus                        | neubarock, mit Stuckdekor, 1888 von Kaspar Griner; Gruppe mit Nr. 15; aufgrund von Umbauten 2012 aus der Denkmalliste gestrichen |                 | weitere Bilder |
| Hans-Sachs-Straße 1 (Standort)  | Mietshaus                        | Neurenaissance, mit Stuckdekor am Erker, bez. 1900, von Karl Stöhr wegen starker Erneuerung und Vereinfachung der Fassade aus der Denkmalliste gestrichen | D-1-62-000-2402 | Mietshaus      |
| Isartalstraße 36 (Standort)     | Mietshaus                        | neubarock, mit plastischem Dekor (Büsten, im Giebel Lohengrinfigur), 1906 von Emil Kaltenthaler und Ludwig Dinglreiter; Mittelrisalit einer Baugruppe mit Nr. 34 und 38. Hausnummer 36 laut Bayernatlas nicht vorhanden; in der aktuellen Denkmalliste nicht mehr enthalten. | D-1-62-000-2990 | BW             |
| Kohlstraße 9 (Standort)         | Mietshaus                        | schlicht spätklassizistisch, Mitte 19. Jahrhundert |                 | BW             |
| Pestalozzistraße 23 (Standort)  | Mietshaus                        | schlicht biedermeierlich, um 1860; aufgrund von Veränderungen der letzten Jahrzehnte 2009 aus der Denkmalliste gestrichen | D-1-62-000-5229 | Mietshaus      |
| Reichenbachstraße 21 (Standort) | Mietshaus                        | Eckbau am Gärtnerplatz, vor 1865, später aufgestockt; 2006 aus der Denkmalliste gestrichen |                 | Mietshaus      |